# Gripsholms slott
Gripsholms slott är ett kungligt slott vid Mälaren, strax utanför Mariefreds stadskärna i Strängnäs kommun. Slottet ägs av Svenska staten och förvaltas av Statens fastighetsverk. Till slottsområdet hör, förutom själva slottsbyggnaden, även bland annat Gripsholms kungsladugård och Gripsholms hjorthage.
Gripsholms slott inrymmer Statens porträttsamling med över 5 000 verk, med exempel på porträttkonstens förändringar från 1500-talet och fram till nutid. Samlingen grundades 1820. Sedan 1860-talet har Nationalmuseum ansvar för porträttsamlingen. På slottet finns också ett uppstoppat lejon, Leo, som har underhållit besökare sedan 1700-talet.

## Läge
Slottet ligger vid Gripsholmsfjärden i Mälaren, på det som ursprungligen var en cirka 400 meter lång och 150 meter bred holme. På gångavstånd från Mariefreds stadskärna, busshållplats och parkeringsplats.
Genom landhöjningen har området omkring borgen torrlagts. Slottsholmen avskiljs av en vallgrav med vindbrygga. Under vissa perioder har vallgraven varit igenfylld, men den öppnades igen i samband med en större renovering av slottet på 1890-talet.
Omedelbart norr om själva slottet, på den så kallade Rännarbanan, står några runstenar med berättelser om det berömda Ingvarståget. 
Något längre norrut finns flera byggnader som har tillhört slottets jordbruk, Kungsladugården.
Slottet är äldre än Mariefred och ligger inom det område som fram till 1952 var Kärnbo socken.

## Historia

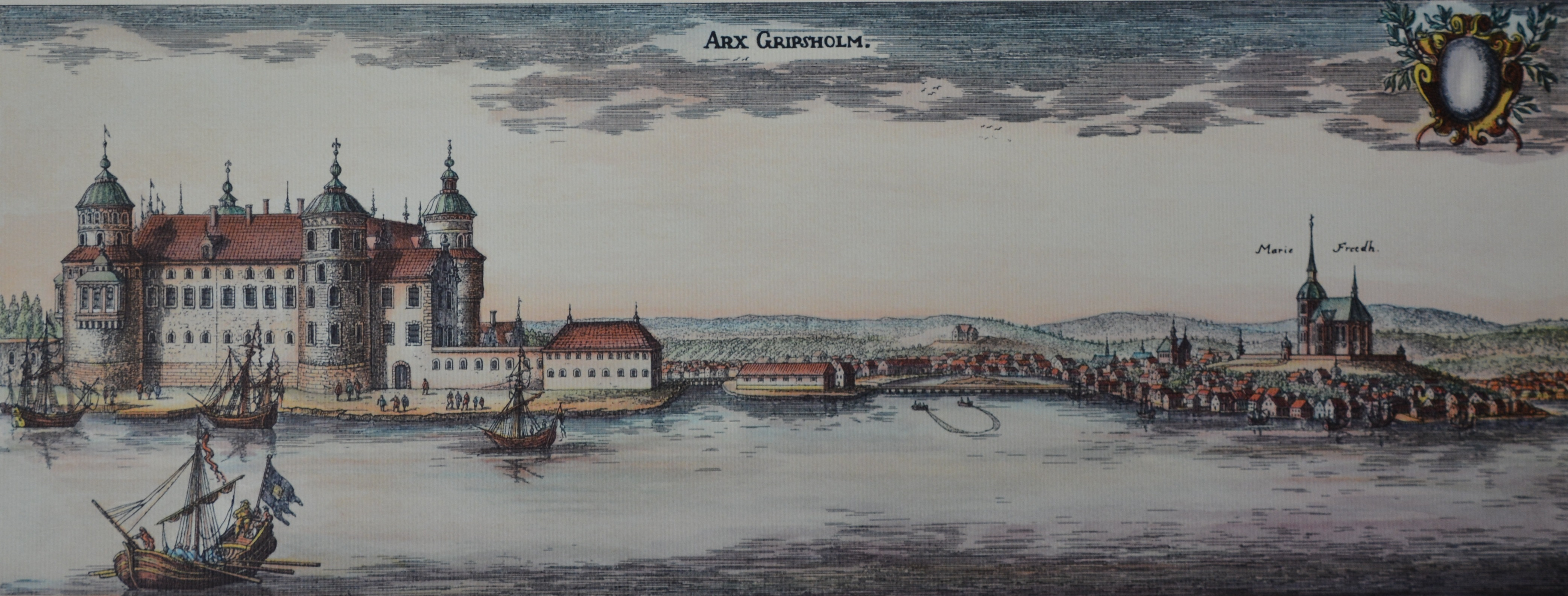
Gripsholm och Mariefred i Suecia antiqua et hodierna ca 1700, senare handkolorerad.

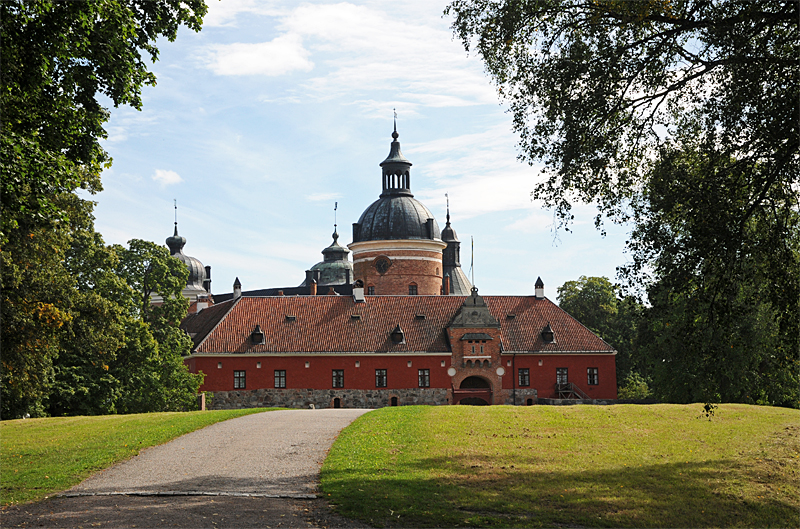
Slottet på distans från entrésidan.

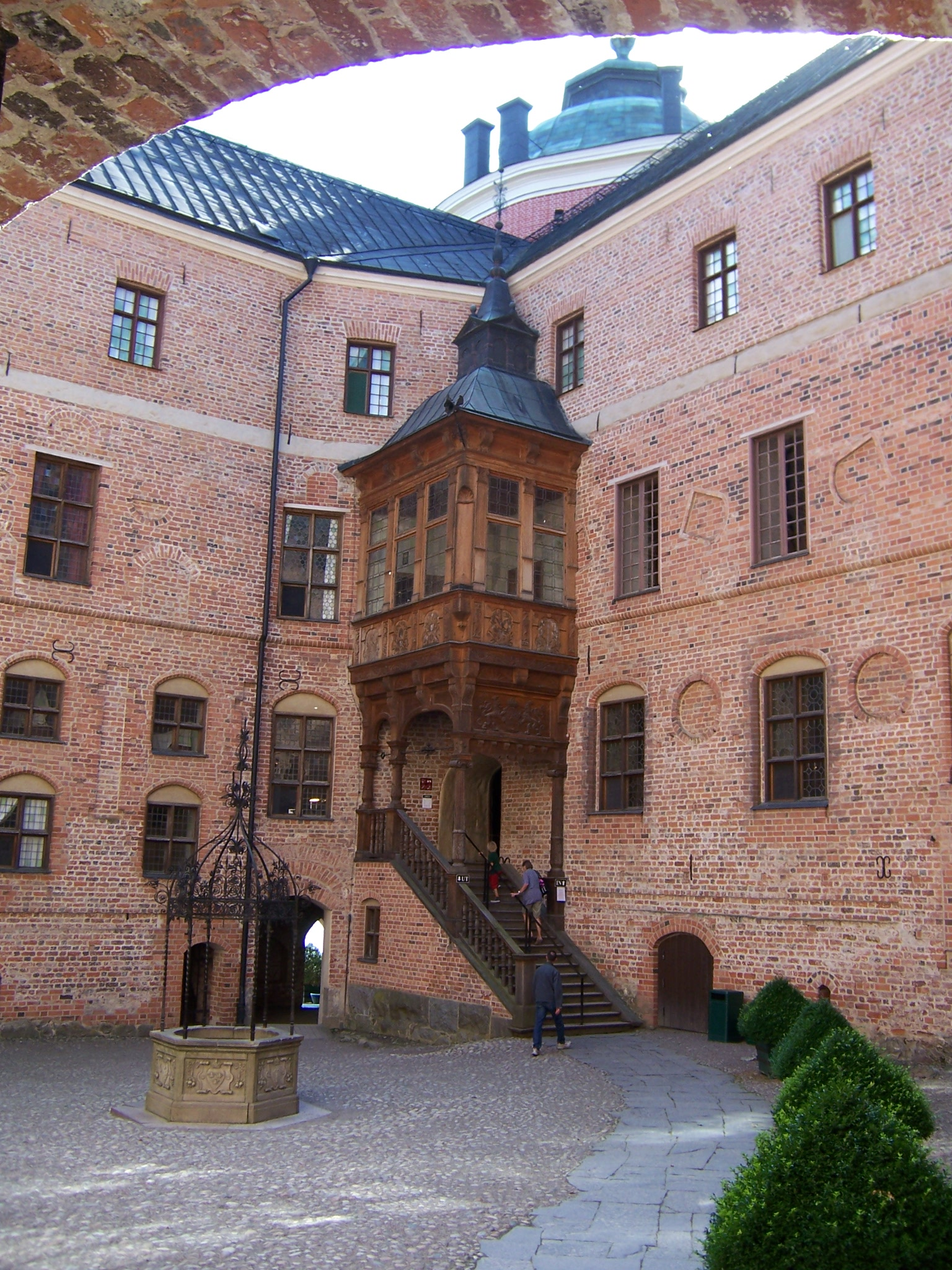
Inre borggården med slottsbrunnen samt trappan med det utskjutande burspråket.

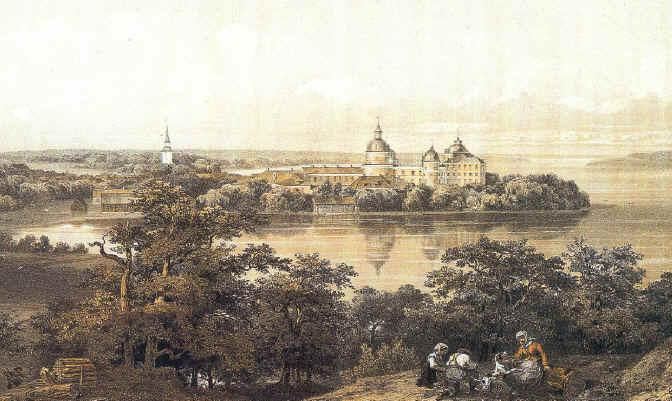
Gripsholms slott (1850), litografi av Carl Johan Billmark.

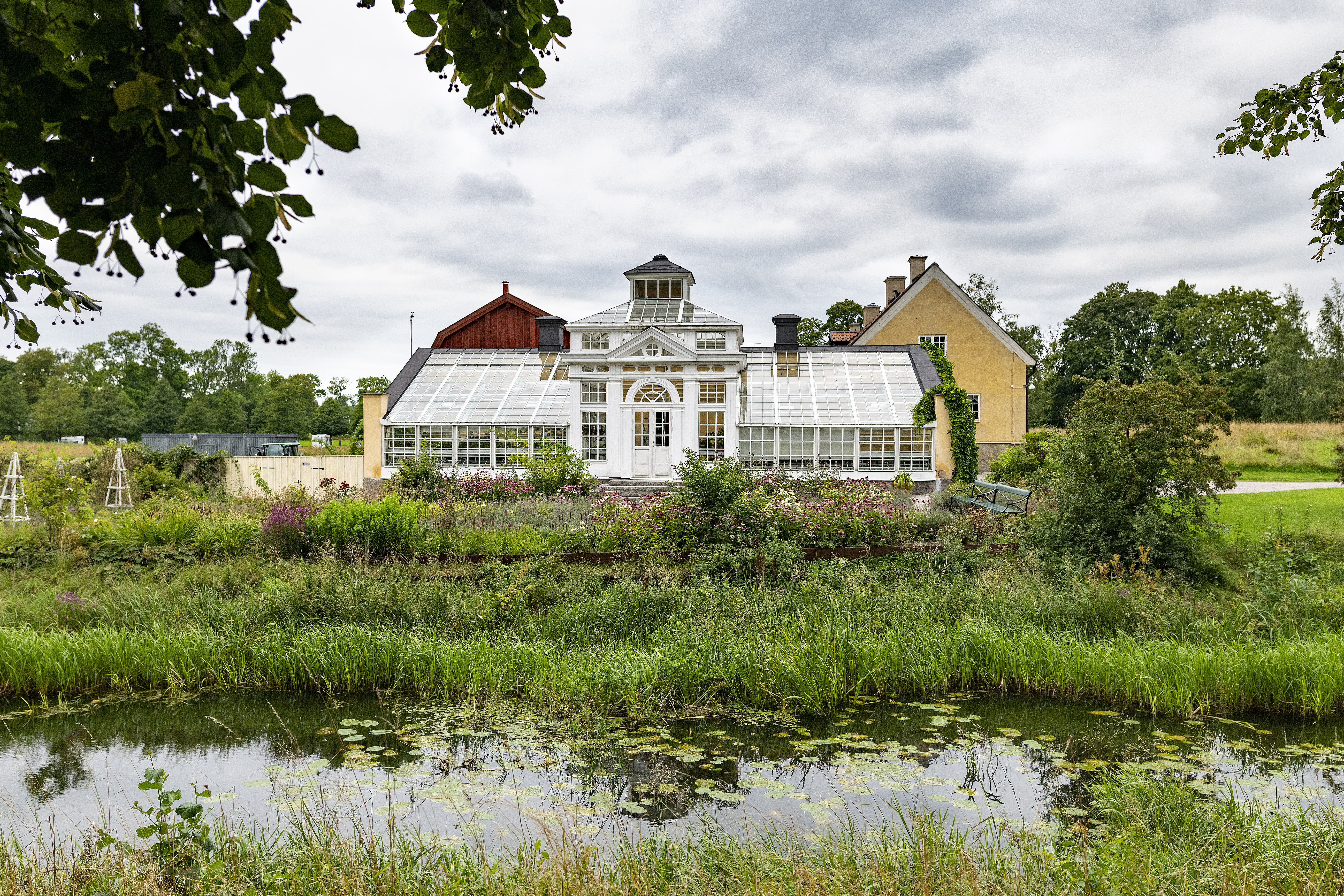
Växthus vid Gripsholms slott.

### Borgen
Gripsholms tidigaste historia går tillbaka till några gårdar i Kärnbo socken, bland dem Näsby och Finsta (även skrivet Finstad), som drotsen Bo Jonsson (Grip) förvärvade åren 1377–1380. Där bildade han ett gods och lät bygga en borg, som fick både strategisk och politisk närhet till Stockholm.
Omkring år 1380 utfärdade Bo Jonsson ett brev som nämner namnet Nesboholm. Året därpå, i maj 1381, användes det nuvarande namnet Gripsholm för första gången, i ett köpebrev. Namnet har kopplingar till Bo Jonssons släktvapen, ett griphuvud.
År 1383 bjöd Bo Jonsson kung Albrekt av Mecklenburg till Gripsholm, som där fick avge en försäkran att han i framtiden alltid skulle rätta sig efter de råd som gavs av rikets råd.
Bo Jonsson dog år 1386. Hans arvingar sålde år 1404 egendomen till drottning Margareta. Åren 1423–1446 stod Gripsholms slott i pant hos greven Hans Ludvigsson av Everstein. I samband med Engelbrektsfejden 1434 omringades Gripsholm av en sörmländsk bondehär från området kring Eskilstuna, Rekarne. Slottsfogden Hartvig Flögh lät sätta eld på borgen och flydde till Stockholm med dess dyrbarheter. Träbyggnaderna som brunnit ner ersattes snart av nya.
Sten Sture den äldre bytte till sig Gripsholm 1472. Till borgen byggdes ett kapell som tillägnades Jungfru Maria. 
Den ursprungliga borg som uppfördes av Bo Jonsson låg troligen inom det område som idag rymmer slottets förborg. Det finns bara några få rester kvar av den medeltida borgen – två fasader av gråsten vid Kronoköket och källaren till Stureskansen, bägge inom den nuvarande förborgen.
År 1493 donerade Sten Sture borgen till Kartusianorden. Munkarna uppförde ett kloster, Pax Mariae, på den plats i närheten av borgen där Mariefreds kyrka senare byggdes. Donationen bekräftades av Sten Sture i ett brev daterat 1498.

### Vasaslottet Gripsholm
Klostrets existens blev kortvarig. År 1526 blev Pax Mariae det första kloster som indrogs av Gustav Vasa. I december 1525 gjorde han anspråk på godset i egenskap av arvtagare till Sten Sture den äldre, som hade donerat gården till klostret med villkoret att gården skulle återgå till de rätta arvingarna om klostret eller orden inte längre hölls vid makt. Anspråket legitimerades av riksrådet i januari 1526.
Gustav Vasa lät riva borgen och började år 1537 uppföra ett slott, med hjälp av byggmästarna Henrik von Cöllen och Fredrik Nussdorffer. Slottet byggdes i tegel och det krävdes ett stort antal murare för klara det stora bygget. År 1539 var Måns Höck ansvarig murarmästare, som den främste av sammanlagt tjugo murarmästare som då var verksamma vid slottsbygget.
Slottet var avsett att vara en försvarsborg mot både utländska som inhemska hot. Slottets kärna, med de fyra tornen och en sluten borggård, stod i stort sett färdig år 1545, men det pågick byggnadsarbeten av olika slag även därefter. Under senare delen av 1500-talet utökades slottet med den så kallade förborgen.
Slottet var omodernt som försvarsborg redan från början men användes för detta ändamål under Dackefejden. År 1542 gav kungen order till sin fogde Måns Smed att det skulle befästas. Året därefter gav han order om att det skulle uppföras ett staket och ett bröstvärn. Kungens hustru, drottning Margareta Eriksdotter, vände sig i ett brev till Arboga stad och bad om hjälp eftersom det rådde tegelbrist på Gripsholm. Det hämtades även byggmaterial till slottet från Vårfruberga kloster på Fogdön, som också ligger i Strängnäs kommun.
Byggnationen pågick även senare under Gustav Vasas regeringstid. År 1556 skrev han till exempel till slottets befallningsman Erik Dalkarl och befallde honom att arbeta med förborgen och se till att den fick en bättre källare än den som är på slottet.
Efter Gustav Vasas död 1560 började det förfalla, men hans söner lät komplettera slottet. Erik XIV slutförde byggandet av förborgen och i slutet av 1500-talet genomförde hertig Karl flera förändringar.
Johan III och hans fru Katarina Jagellonica satt i fängelse här mellan 1563 och 1567 och deras första barn, Isabella och Sigismund föddes på Gripsholm.
År 1571 lät istället Johan III fängsla sin bror Erik XIV och hans familj på Gripsholm. Den 13 juni 1573 flyttades Erik av hertig Karl, officiellt på grund av reparation av taket på slottet. Han satt dock inte fängslad i det lilla rummet i fängelsetornet som kallas "Erik XIV:s fängelse" utan i ett annat utrymme på första våningen i slottet.

### 1600- och 1700-talen
Gripsholm ingick mellan 1654 och 1715 i Hedvig Eleonoras livgeding. Hedvig Eleonora, som ofta bodde där innan hon blev änka, genomförde stora förändringar. Hon lät till exempel uppföra Drottningflygeln 1691, och ersatte 1708 tegeltaket med ett koppartak.

### Gustavianska tiden
Mellan 1773 och 1785 tillbringade kung Gustav III periodvis lång tid på Gripsholm, tillsammans med stora delar sitt hov. Besöken skedde främst på hösten och ofta över julen. Redan 1773 inrättades på drottning Sofia Magdalenas initiativ en enkel teaterlokal i det torn som tidigare, fram till 1738, hade inrymt ett slottskapell. Den 8 juli 1781 inleddes bygget av en ny teater i samma torn. Den ritades av arkitekten Erik Palmstedt och stod klar för invigning till kungens Gripsholmsvistelse våren 1782.
På 1770-talet försågs de flesta av rummen med kakelugnar för uppvärmning och den så kallade ”Kavaljersflygeln” uppfördes.

### Renoveringen under 1890-talet
Under 1890-talet genomfördes en omfattande renovering under ledning av arkitekten Fredrik Lilljekvist. En förening, Gripsholmsföreningen, bildades i januari 1889 för att leda restaureringsarbetet, samt samla in pengar och söka annat stöd för arbetet. Drivande bakom förslaget var chefen för Nationalmuseum, Gustaf Upmark. Ambitionen var att slottet skulle återfå den yttre karaktär som det hade i slutet av 1500-talet.
Kung Oskar II var föreningens beskyddare och bidrog själv till finansieringen. Han godkände de första delarna av ombyggnadsplanerna vid en konselj den 18 september 1891. Beslutet innebar att Gripsholms slott skulle ställas i "ett i dess egenskap av nationalmonument värdigt skick". Arbetena skulle utföras utan kostnader för staten.
Restaurerings- och ombyggnadsarbetet inleddes i mitten av juli 1892. Fredrik Lilljekvist var anställd vid Överintendentsämbetet. Han hade redan år 1887 deltagit vid Konstakademiens elevutställning och där visat upp sju ritningar med uppmätningar över slottet samt tolv "restaurationsritningar". För dessa senare belönades han år 1889 med en silvermedalj vid världsutställningen i Paris.
Som stöd för arbetet hade Lilljekvist bland annat bevarade spår på byggnaden, avbildningar från bland annat Suecia antiqua et hodierna samt utformningen av andra svenska 1500-talsslott. Upmark och Lilljekvist besökte och dokumenterade detaljer vid bland annat Vadstena, Läckö och Rydboholm "för att hämta förebilder och motiv".
Vallgraven, som fyllts igen under Gustav III:s tid, öppnades och det byggdes en ny vindbrygga. Delar av slottet byggdes på med en våning in mot inre borggården, vilket var ett återställande av förändringar som hade genomförts i början av 1700-talet. Fasaderna mot inre borggården dekormålades. Vissa fönsteröppningar byggdes om och slottet utsmyckades med plåtdetaljer. På inre borggården restes en brunn som hämtades från utställningsstaden Gamla Stockholm, som hade byggts upp för Stockholmsutställningen 1897. Över trappan till slottets huvudentré byggdes ett burspråk, en karnap. En tidigare utbyggnad på samma ställe hade rivits år 1773. Förborgen fick en utsmyckning i form av en tornutbyggnad över öppningen till infartsporten och Fängelsetornet höjdes något och fick en ny huv.
En del av de planerade förändringarna genomfördes aldrig. Det gäller till exempel förslaget att riva Kavaljersflygeln, som uppförts under slutet av 1700-talet. Lilljekvist beskrev den planen som "en av slottsrestaureringens huvudpunkter såväl i historiskt som arkitektoniskt hänseende". Han ville ersätta Kavaljersflygeln med en rekonstruktion av den ursprungliga skansmuren, som legat på samma plats. Men rivningen blev inte verklighet, troligen av kostnadsskäl.
Lilljekvists restaurerings- och ombyggnadsarbete slutfördes 1899.

#### Kritik mot renoveringen
Upmarks och Lilljekvists renoveringsarbete blev omstritt och föremål för en stor debatt inom den svenska kulturvärlden. De principer som Lilljekvist arbetade efter, och som han delade med 1800-talets meste restaureringsarkitekt Helgo Zettervall, förkastades som historieförfalskning där de förändringar som samlats under århundradena ersattes med "äldre" nymodigheter. Flera byggnadsdetaljer har, enligt ett senare sätt att se, uppfattats som ohistoriska. Även under tiden som restaureringarna pågick, pågick en hetsig debatt om förändringarna på Gripsholm och restaureringarna av äldre byggnader i allmänhet.
Författaren Verner von Heidenstam var en framträdande kritiker. Som introduktion över en artikel, Gripsholm som fornminne, som han år 1894 publicerade i skriften Modern barbarism beskrev Heidenstam Gripsholmsrenoveringen med följande ord: "Ano Domini 1893 gjordes detta gambla hus ændnu gamblare".
I Modern barbarism skrev han dessutom bland annat att "Restaurerandets goda afsikt är obestridd, men välmeningen kan gå vilse". Han ansåg även att "Ett restaureradt Pompeji vore ett ödelagdt Pompeji, och detsamma skall sägas om ett stiliseradt Gripsholm, med nya vallar och karnaper. Hellre en ruin! Gustaf Vasas Gripsholm kan härmas, men det är icke en konstlärd efterbildning vi önska se, utan de äkta spillrorna, äfven om dessa stamma från en långt senare tid".
När Vitterhetsakademien femtio år efter renoveringen publicerade en redogörelse för 1890-talets renoveringsarbete beskrev konsthistorikern Nils G. Wollin kritiken mot Lilljekvist som "orättvis". Han pekade bland annat på det skick som slottet hade när ombyggnadsbeslutet togs, samt att arbetet skedde i nära samarbete med flera av den tidens främsta experter. Även Wollin var dock, med ett då modernare sätt att se på frågan, kritisk mot delar av resultatet.

### 1900-talet
Även under 1900-talet genomfördes en del renoveringsarbete på slottet, både interiört och exteriört. Mellan 1965 och 1967 togs de putsade fasaderna på inre borggården bort. De hade funnits sedan Vasatiden och fått utsmyckningar vid renoveringen på 1890-talet. Borggårdens fasad står därefter oputsad, i ett skick som den troligen aldrig tidigare har haft.
Under 1950-talet gjordes olika förändringar i slottets största rum, Rikssalen.

## Slottet som fängelse
Gripsholms slott har vid många tillfällen använts som fängelse. Två av Gustav Vasas söner, kungarna Erik XIV och Johan III, har suttit fängslade där. Den avsatte kungen Gustav IV Adolf tillbringade huvuddelen av sitt sista år i Sverige, 1809, i fångenskap på Gripsholm. Mellan 1597 och 1610 var sammanlagt 35 stats- och krigsfångar på slottet. Bland dem fanns flera av tidens stormän, som Gustav Banér och Klas Bielke.

## Tornen
Inget av de fyra huvudtornen har någon historia som sträcker sig tillbaka ända till Bo Jonssons ursprungliga borg, utan är skapade vid Gustav Vasas slottsbygge som började 1537. De har därefter byggts om vid flera tillfällen både interiört och exteriört, och fått nya uppgifter. Tornen har genom åren haft olika namn och kallas numera Griptornet, Vasatornet, Fängelsetornet och Teatertornet. Mellan tornen finns flera olika huskroppar som även de har tillkommit och byggts om under olika tidsepoker. Tornen var ursprungligen bestyckade med kanoner. Byggnadsmaterialet är tegel, med en sockel av gråsten.

### Griptornet

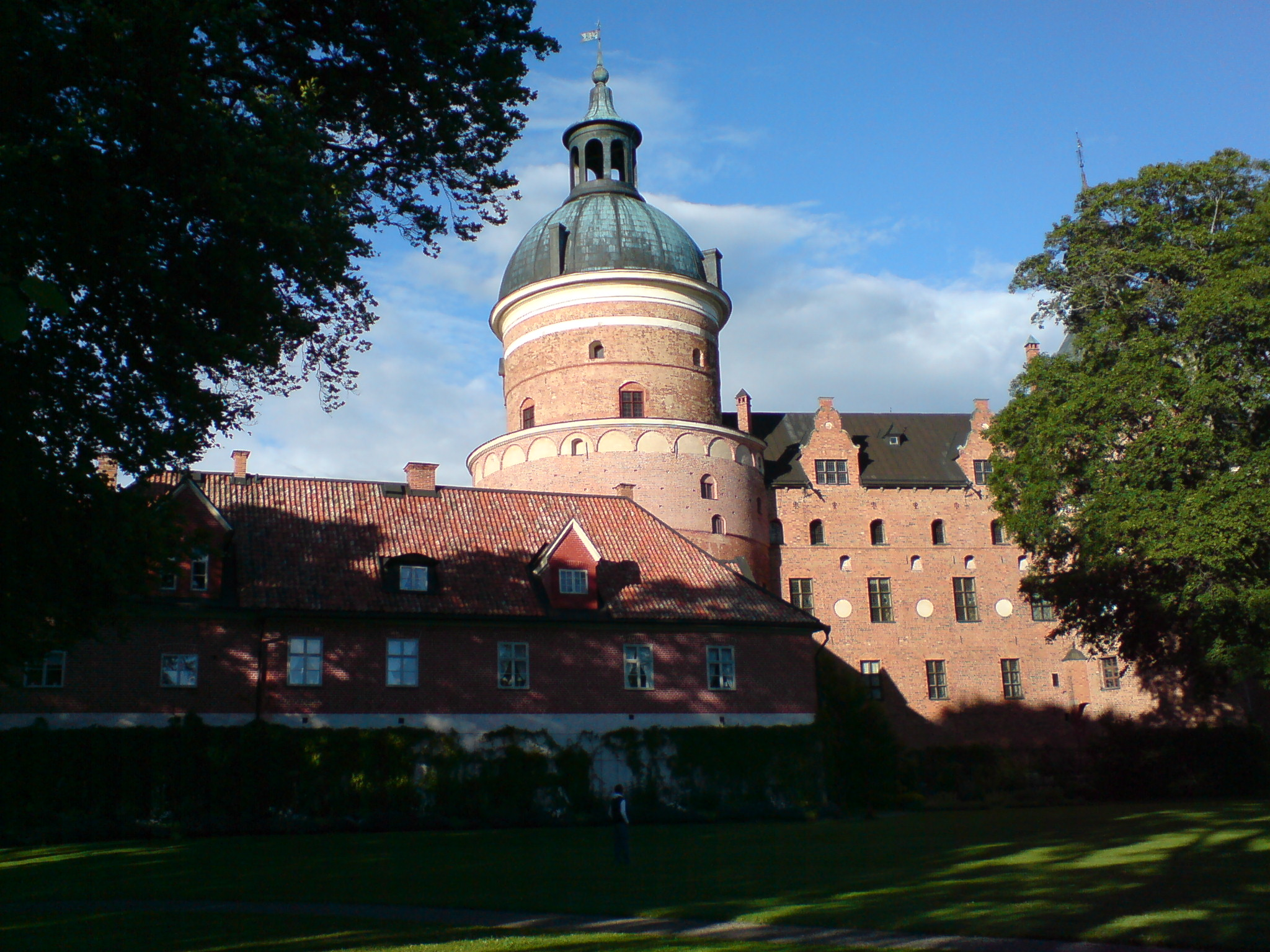
Griptornet.

Ägnat huvudsakligen för försvar, varje av de fem våningarna har varit generöst försedd med kanoner. Samtliga våningar har en lodrät passage för transport av förnödenheter eller kanonkulor. Tornet har också använts som fängelse, i vilket inskrifter finns:
"Anno 1600 den 3 Aprilis Bleffüe wij här insatte, Troo Gudh i alle tingh, Arffwid Ericksonn Till Lindöö och Peÿtz, Gud wett min lycka, Axel Korck Till Aniela, Wij haffue setted för vår troohett och lydett för wåre synder, kome här uth den..."
De båda, och Karl Gustafsson Stenbock fängslades här av hertig Karl, under striderna mellan honom och Sigismund.

### Vasatornet
Varje våning har bara ett rum. På första våningen ligger förråd, andra våningen inhyser Gustav Vasas säng från gården Räfsnäs. På tredje våningen ligger Gustav III:s divan. På 1700-talet hade Kungen flera divaner i rummet, därav namnet. Idag hänger Slottets självporträtt här.

### Teatertornet
Slottets största torn ligger längst söderut i slottskomplexet. Tornet har även kallats Kyrktornet eftersom dess översta våning tidigare, från Karl IX:s tid, använts som slottskyrka. Ursprungligen var tornet avsett både för försvar och bostad.

#### Gustav III:s teater

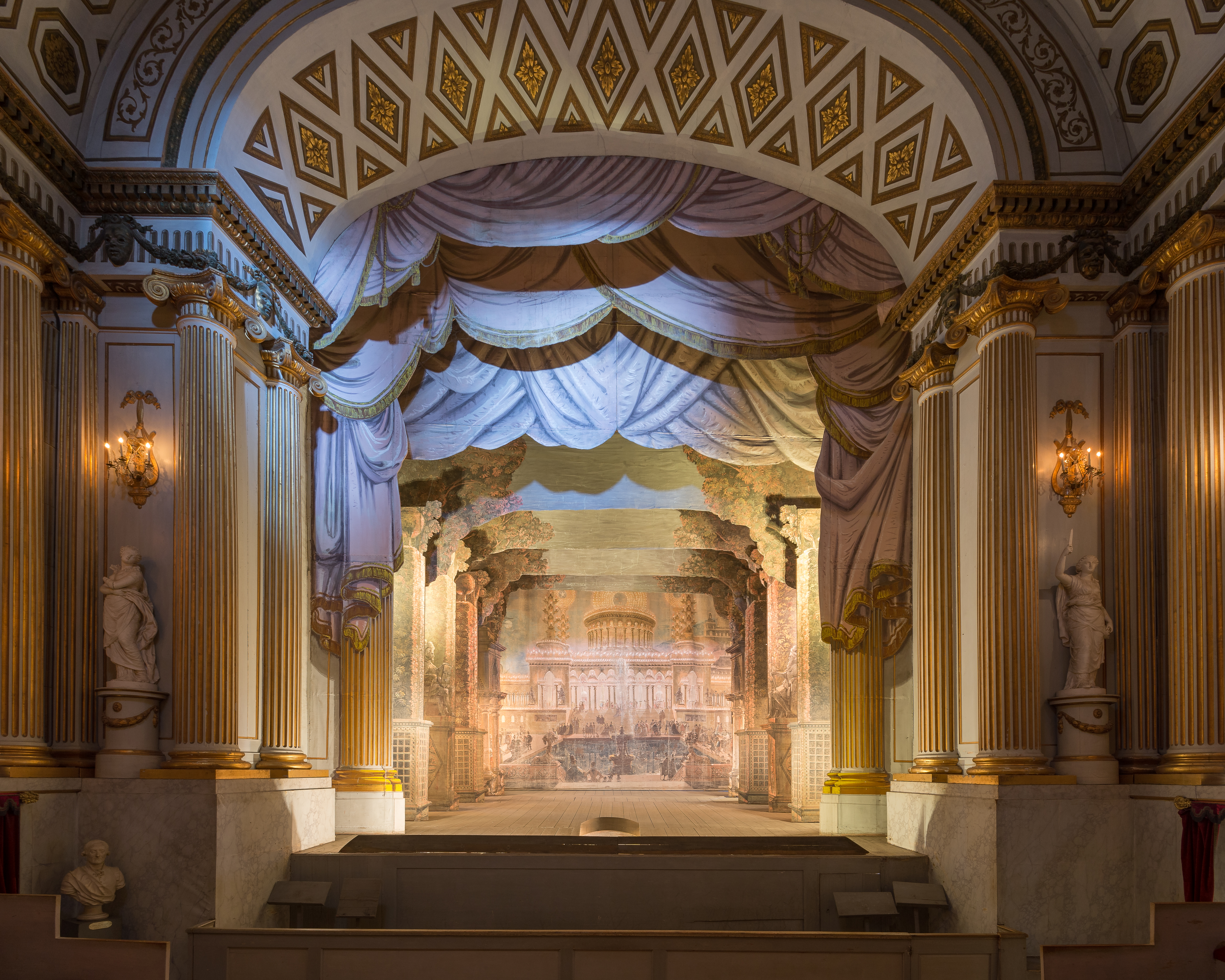
Gustav III:s teater.

På översta våningen finns den teater som Gustav III lät bygga 1781–1782. Utrymmet hade tidigare, fram till 1738, använts som slottskyrka. Kungen hade engagerat en fransk teatertrupp som behövde en scen vid hovet. Uppdraget att skapa teatern fick till arkitekten Erik Palmstedt, som nyligen kommit hem efter en två år lång resa till Tyskland, Holland, Frankrike och Italien. För att skapa utrymme för både scen och salong höjdes Drottningflygeln med tre halvvåningar, så den kom i nivå med teatern. Tornrundeln blev salong medan den påbyggda delen av Drottningflygeln blev scen och loger för kungen och hans uppvaktning. Arbetena påbörjades i juli 1781. I maj 1782 visades den första föreställningen.
Teatern är väl bevarad med bibehållna ursprungliga scenanordningar och dekorationer. På ömse sidor scenens öppningen mot salongen står två statyer i gips. De är gjorda av Tobias Sergel och föreställer musorna Thalia och Melpomene. Intill teatern finns ett rum med en väggdekoration som hämtades från det Gustavianska operahuset i Stockholm när det revs på 1890-talet.

#### Runda salongen
På andra våningen i Teatertornet finns Gustaf III:s runda salong. Drottning Hedvig Eleonora använde rummet för en samling familjeporträtt. År 1779 gjordes inredningen om av Jean Eric Rehn. Gustaf III använde rummet för sina och drottningens särskilda mottagningar.

#### Riksrådssalen
På Teatertornets bottenvåning finns Riksrådssalen. Den har tidigare kallats bland annat Westfaliska kongressalen och Svenska galleriet, efter de porträtt som varit utställda där.

### Fängelsetornet

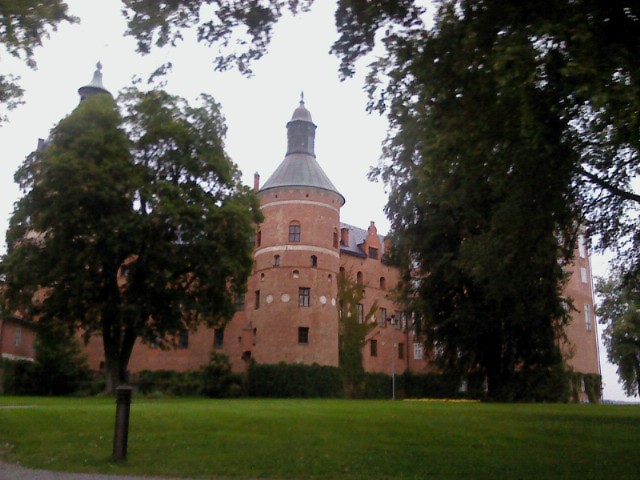
Fängelsetornet.

Enligt traditionen fängelse för Johan III (1563–1567), samt Erik XIV med familjer.

## Kavaljersflygeln
Kavaljersflygeln, som ligger på den östra sidan av yttre borggården, byggdes under år 1780. Arkitekt var Fredrik Adolf Ulrik Cronstedt.
Flygeln, som har en fasad av oputsat tegel, uppfördes på en plats där det sedan Vasatiden hade funnits en mur och kanonvall. Byggnaden fick 28 bostadsrum för hovfunktionärer som tidigare inte hade kunnat bo i borgens bostadsutrymmen, och därför inkvarterats i Mariefreds stad.
Det finns bostadsrum på fyra våningar. De ligger vid korridorer som sträcker sig utmed långsidan mot borggården. Tolv av rummen var avsedda för damer, och resten för herrar. Rummen är likartade vad gäller storlek. De inreddes enkelt med en förstuga, ett par garderober och en alkov för sängen. I anslutning till varje bostadsrum finns även en kammare, ett domestikrum, som var avsett för hovmannens eller hovdamens eget tjänstefolk. Flygeln har två ingångar från yttre borggården. Dessutom går en korridor in i borgens huvudbyggnad.

## Slottets trädgårdar
Slottet har haft flera trädgårdar och odlingar för det egna behovet av kryddor, grönsaker och frukt. Mellan 1551 och 1555 hade trädgårdsmästaren Hans Friese, även kallad Mäster Hans Gardener, uppdraget att anlägga en kryddgård vid slottet. Den var inhägnad och låg väster om slottet på själva Slottsholmen. Förutom kryddor odlades även träd och rosor. Under Hans Frieses tid anlades ytterligare tre trädgårdar vid Gripsholm, Stora trädgården, Långa trädgården och Finsta kyrsebärsträdgår, samt en lekgård. Det är inte känt exakt var de låg, men det var troligen i närheten av slottet. År 1555 engagerades Hans Teusler som trädgårdsmästare på Gripsholm.
Trädgården på slottsholmen har aldrig varit speciellt påkostad, utan relativt enkel till sin utformning. Ett protokoll från 1707 nämner oputsade häckar, samt gamla och grova äppelträd. Då sköttes trädgården av trädgårdsmästaren Gustaf Hansson i Mariefred. Vid samma tid fanns ytterligare en trädgård samt en humlegård söder om ladugården. Dessa arrenderas av en trädgårdsmästare Erik Elofsson. Det fanns även en trädgård, Djurgårdsträdgården öster om Mariefred.

## Galten och Suggan

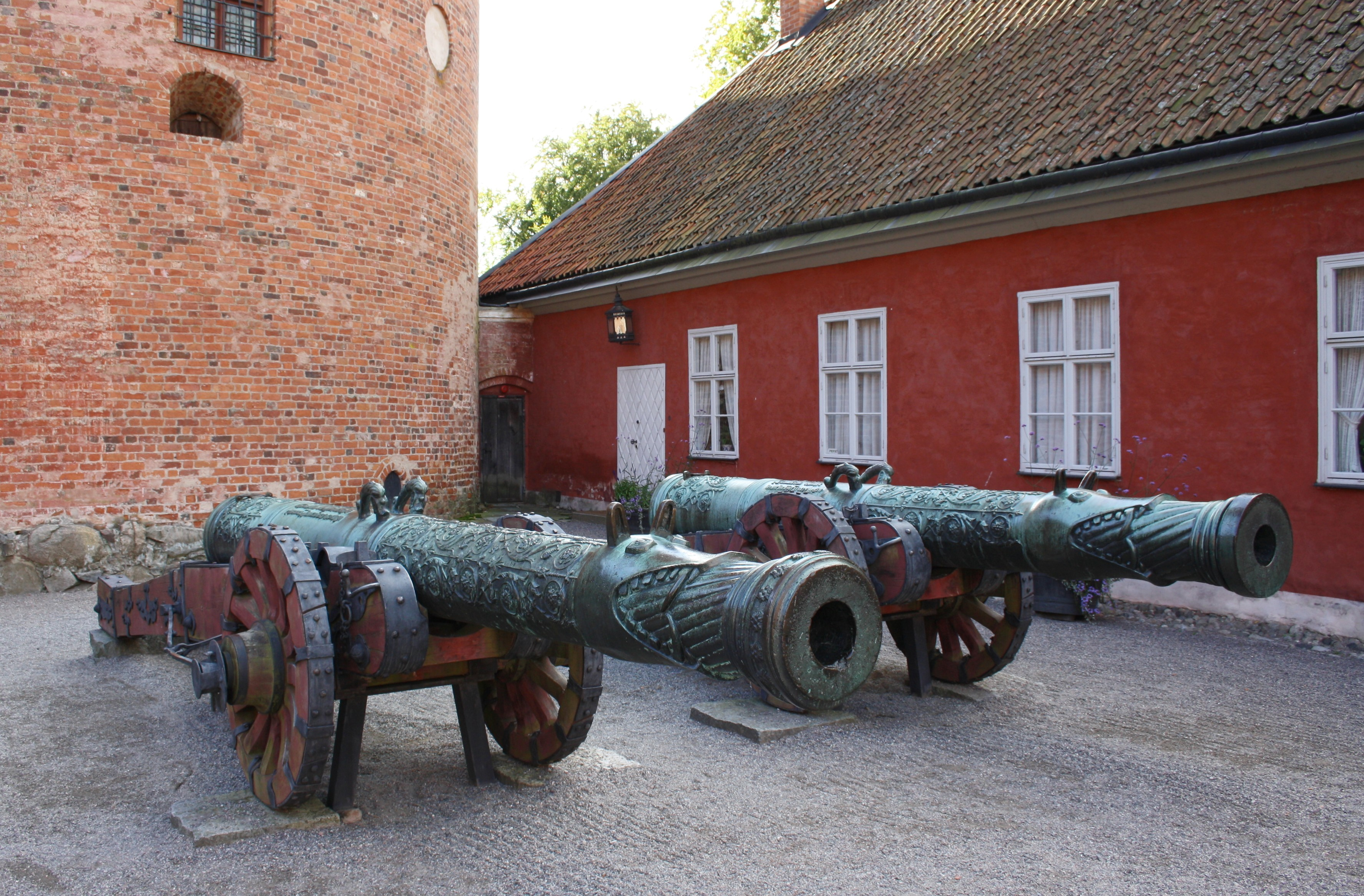
Galten och Suggan.

På den yttre borggården står de båda kanonerna Galten och Suggan som göts i slutet av 1500-talet och som tagits som krigsbyten från Ryssland. Kanonerna har funnits på slottet sedan 1623. De har även kallats Rysseulvarna samt Vargen och Varginnan.

## Hantverksdetaljer
Glasmakerier från 1541 utfördes av Urban Glasmakare. Peter Holländer var ansvarig för bleckarbeten vid tillverkningen av tornhuvar år 1544.

## Gripsholmsjubileet 1937

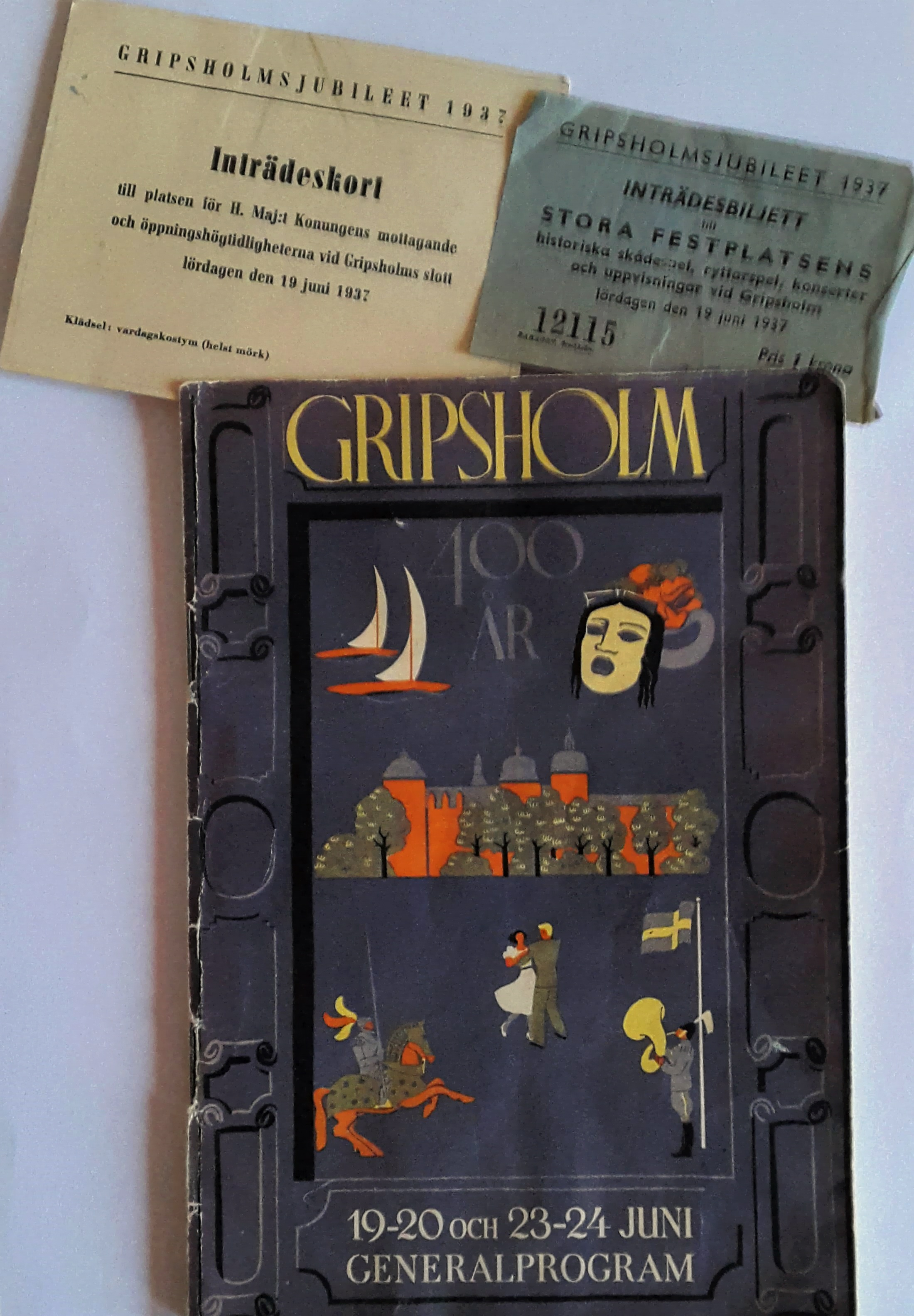
Generalprogrammet för festligheterna vid Gripsholmsjubileet 1937.

Vid midsommartid 1937 firades slottets 400-årsjubileum under fyra festdagar. Arrangör var Föreningen för Gripsholmsjubiléet 1937, med landshövdingen Bo Hammarskjöld som ordförande och en rad andra höga samhällsföreträdare i styrelsen. Föreningen hade grundats med syftet att "förbereda och verkställa firandet av Wasaborgens grundläggning sommaren 1937 samt förbereda och organisera en sammanslutning för främjande av Gripsholms och dess samlingars utveckling och förkovran".
Festligheterna pågick i fyra dagar, 19–20 och 23–24 juni. Jubileumsprogrammet innehöll bland annat konserter, skådespel, gudstjänster, ryttarspel, uppvisningar och speciella utställningar. Flera av den tidens stora skådespelare medverkade tillsammans med sammanlagt 450 personer i det specialskrivna festspelet Det stora kalaset, bland dem Edvin Adolphson som hade rollen som kung Gustaf Vasa och Holger Löwenadler, som hade rollen som hans fogde. Regissör var Per Lindberg.
Festligheterna, som besöktes av kung Gustaf V, engagerade cirka 2 000 funktionärer, bland annat från
stadens och den omgivande socknens befolkning och föreningar. De medverkade som statister, i olika uppvisningar och andra programpunkter. Det arrangerades specialresor från Stockholm och andra orter med båt, buss och tåg. Sammanlagt besöktes jubileet av cirka 60 000 personer.

## Bildgalleri

### Interiör

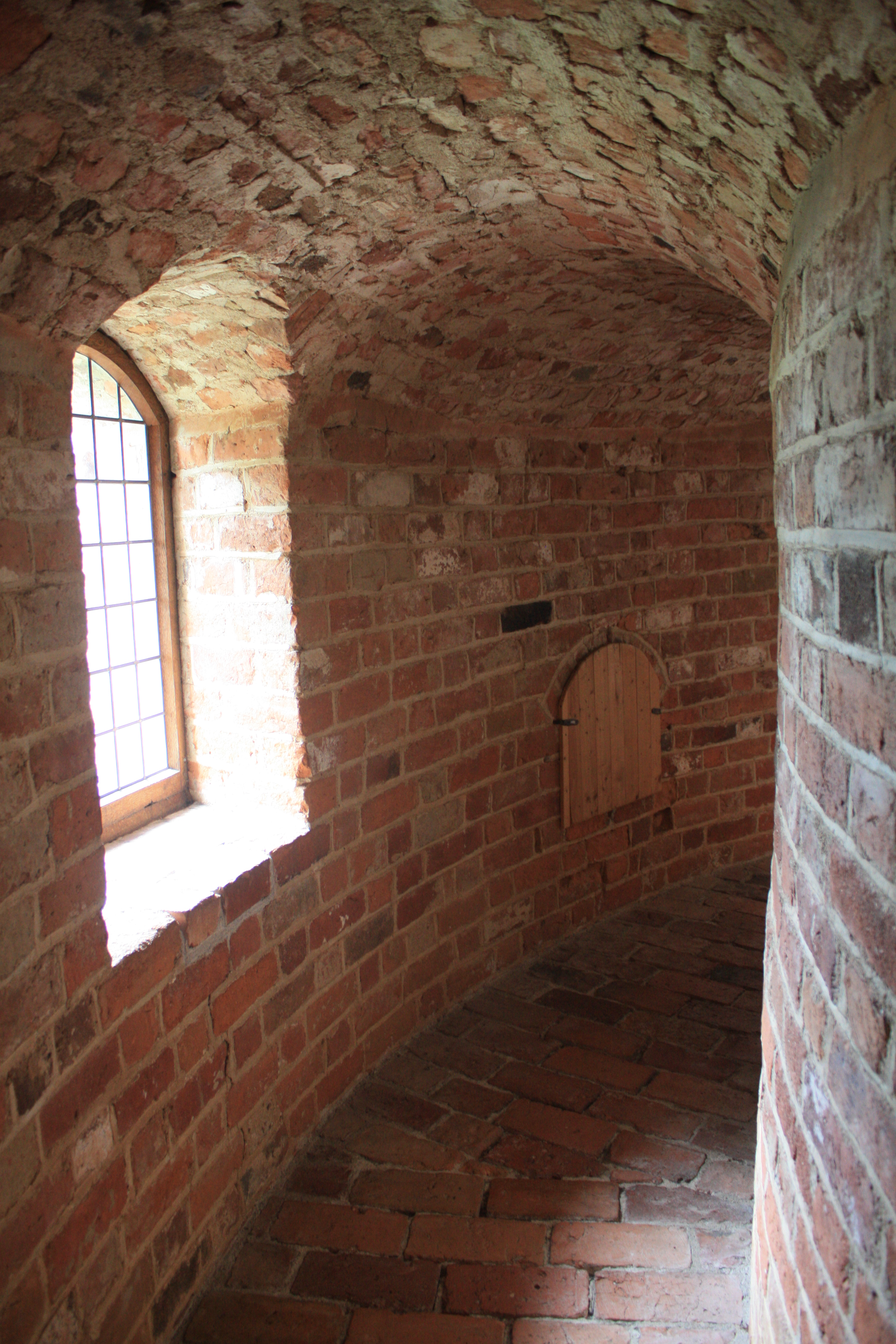
En av slottets gångar.
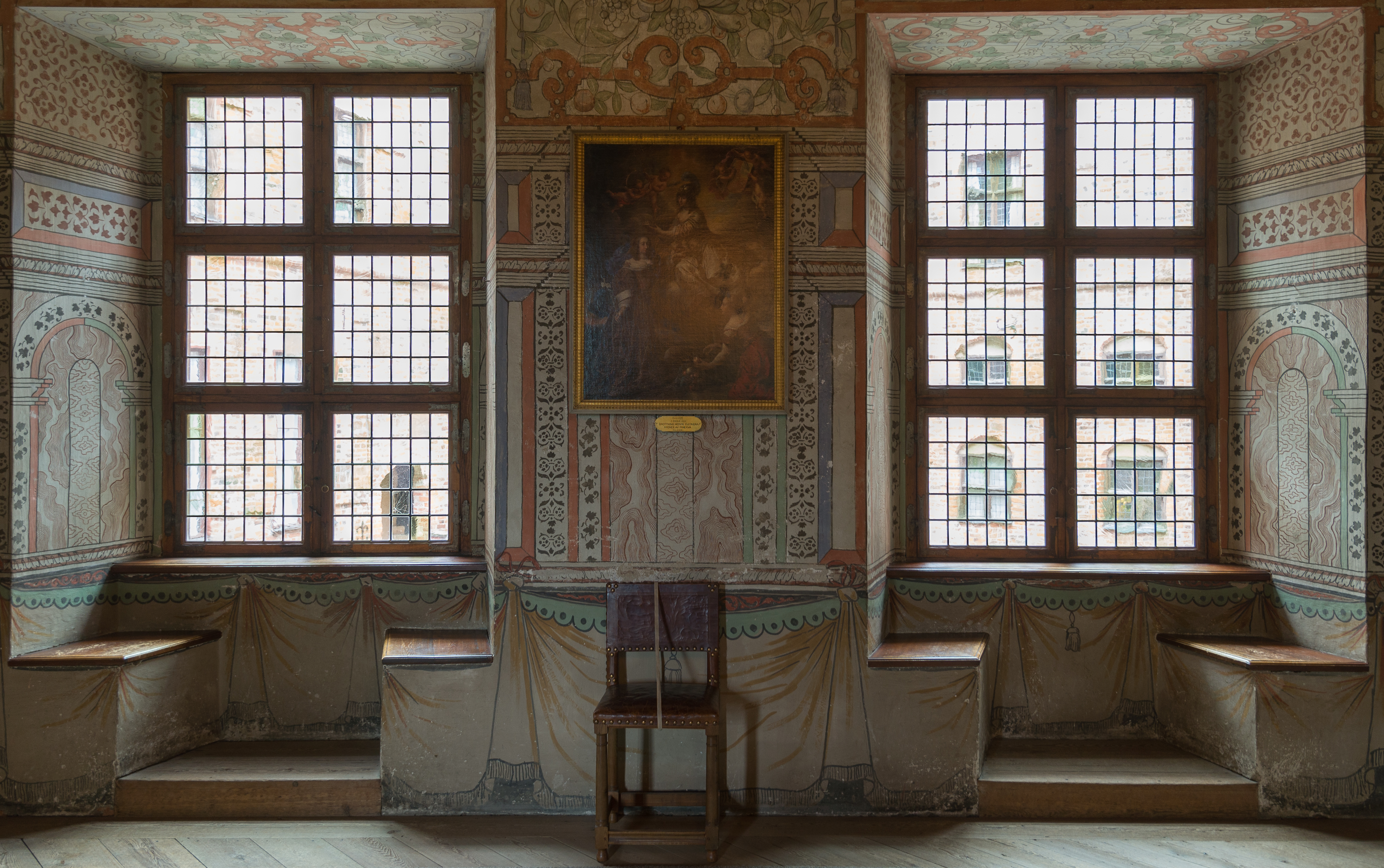
Interiör i porträttgalleriet.
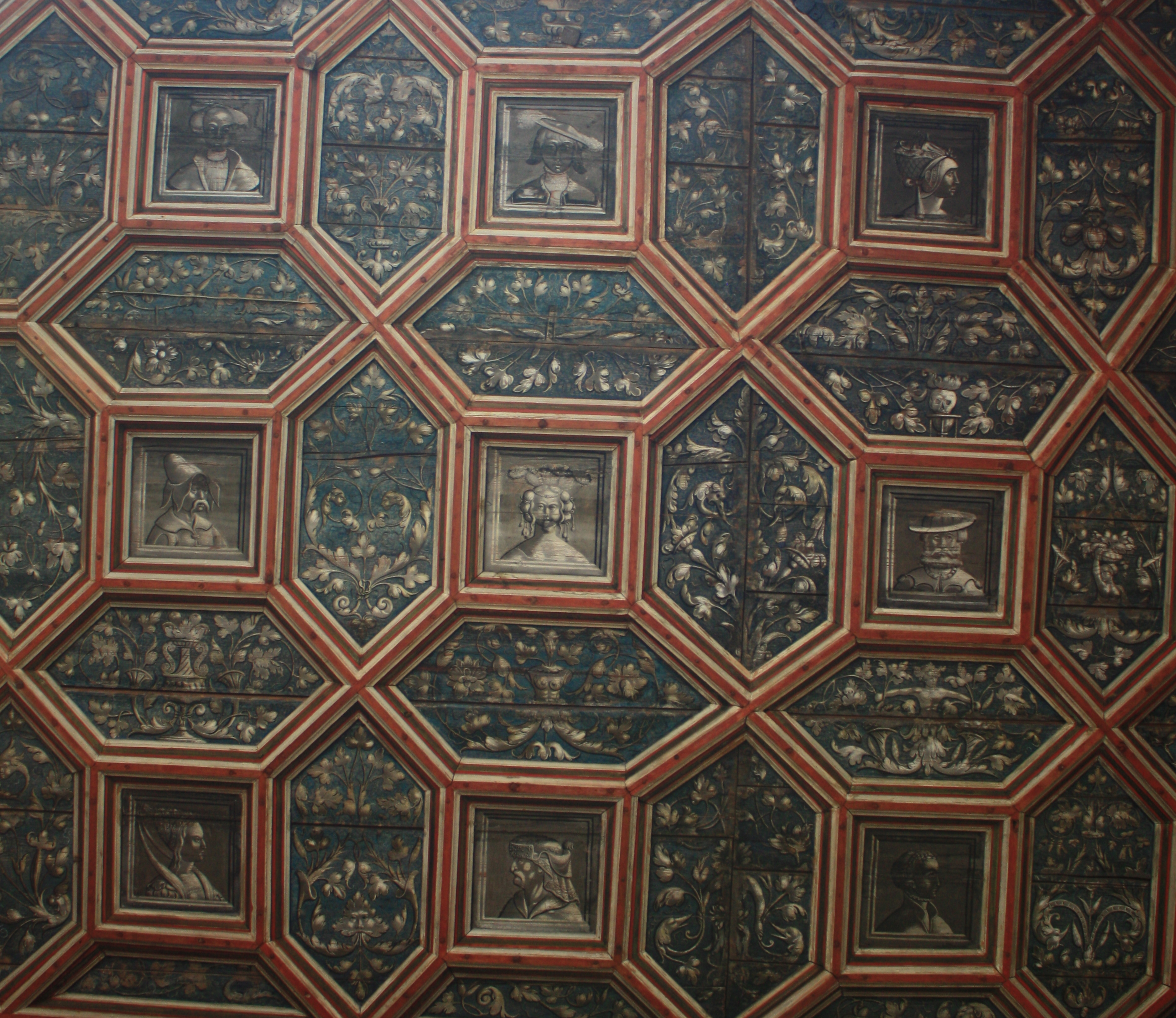
Taket i en av salarna.
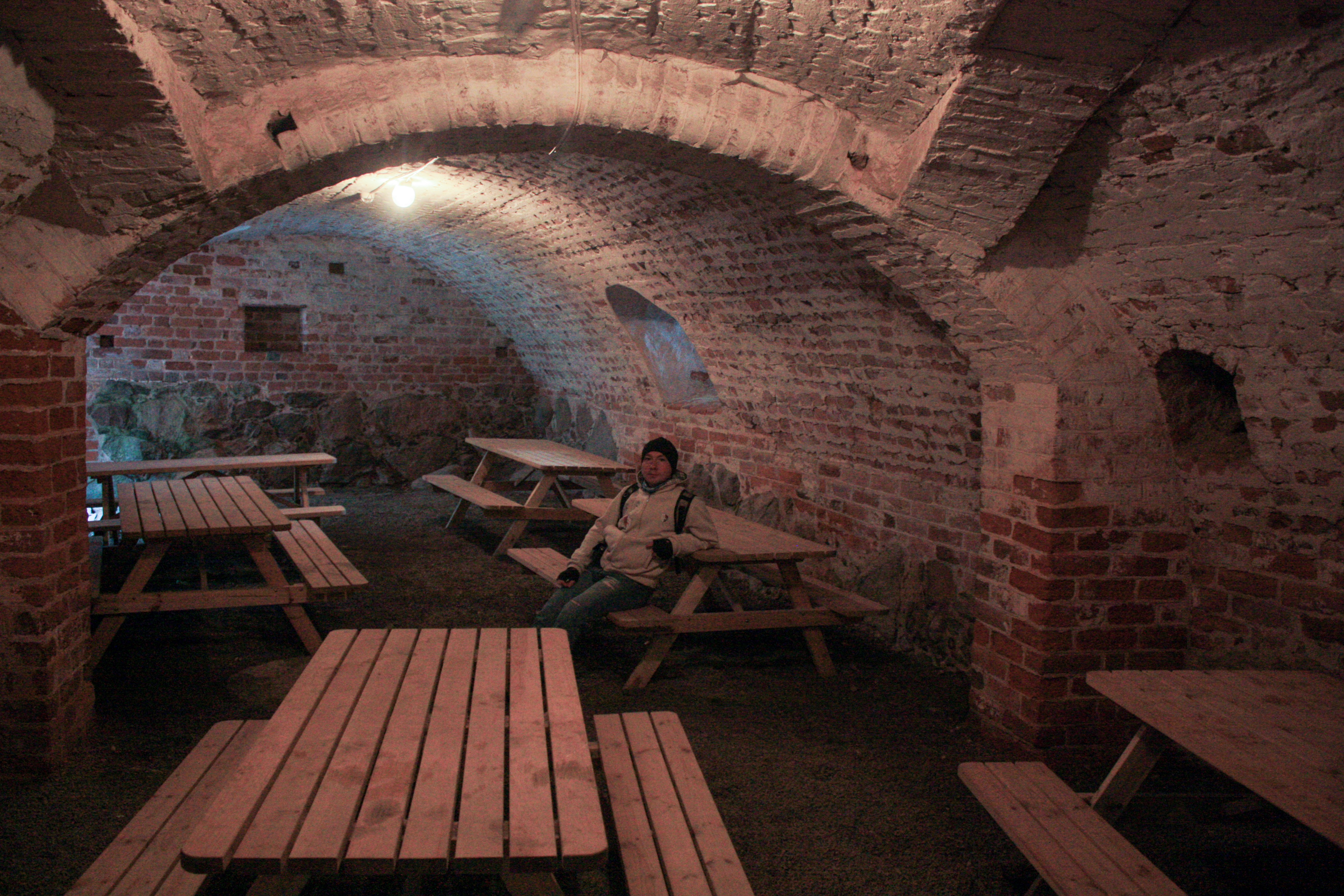
Fängelsehåla.
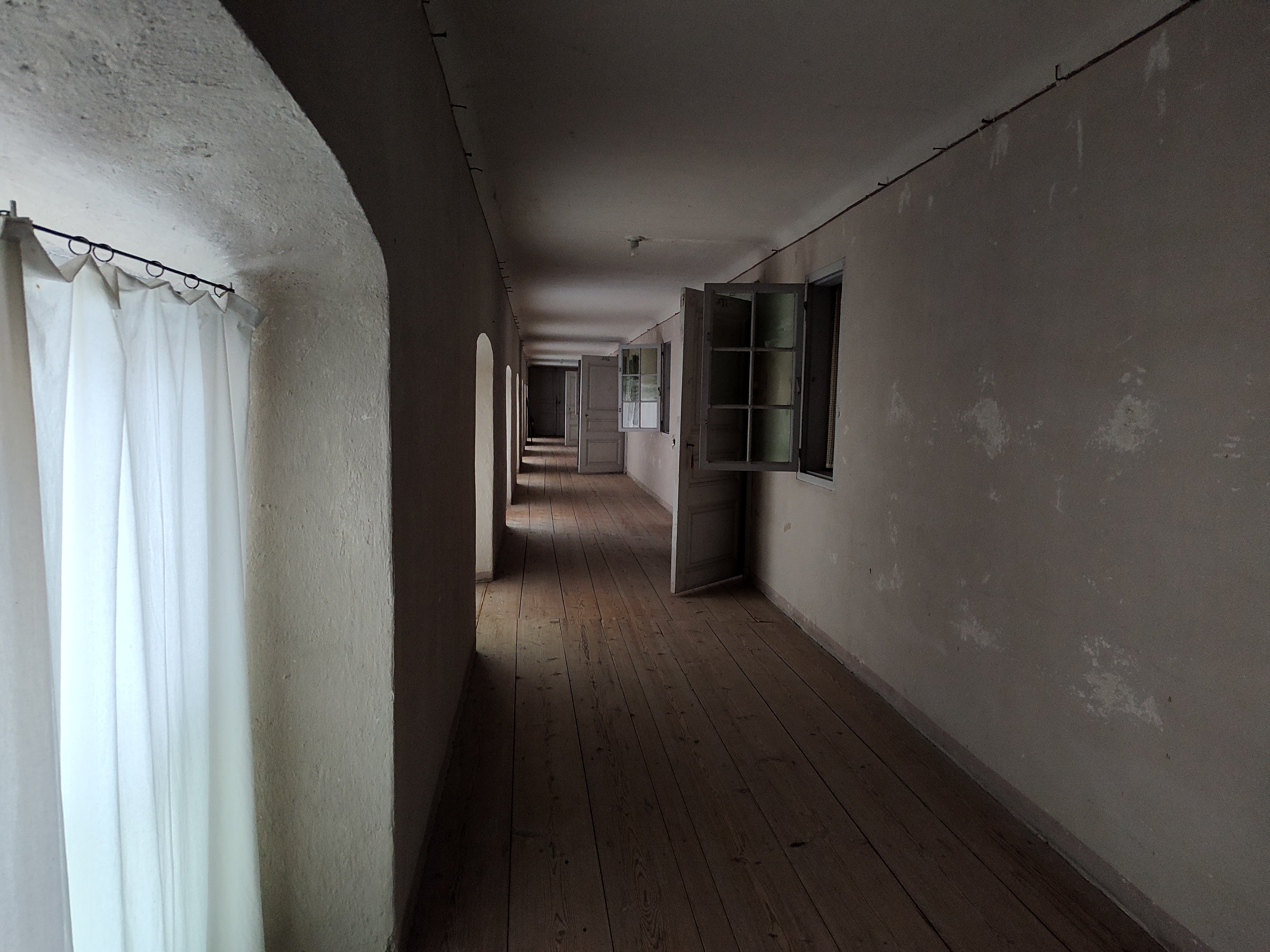
En korridor

### Exteriör

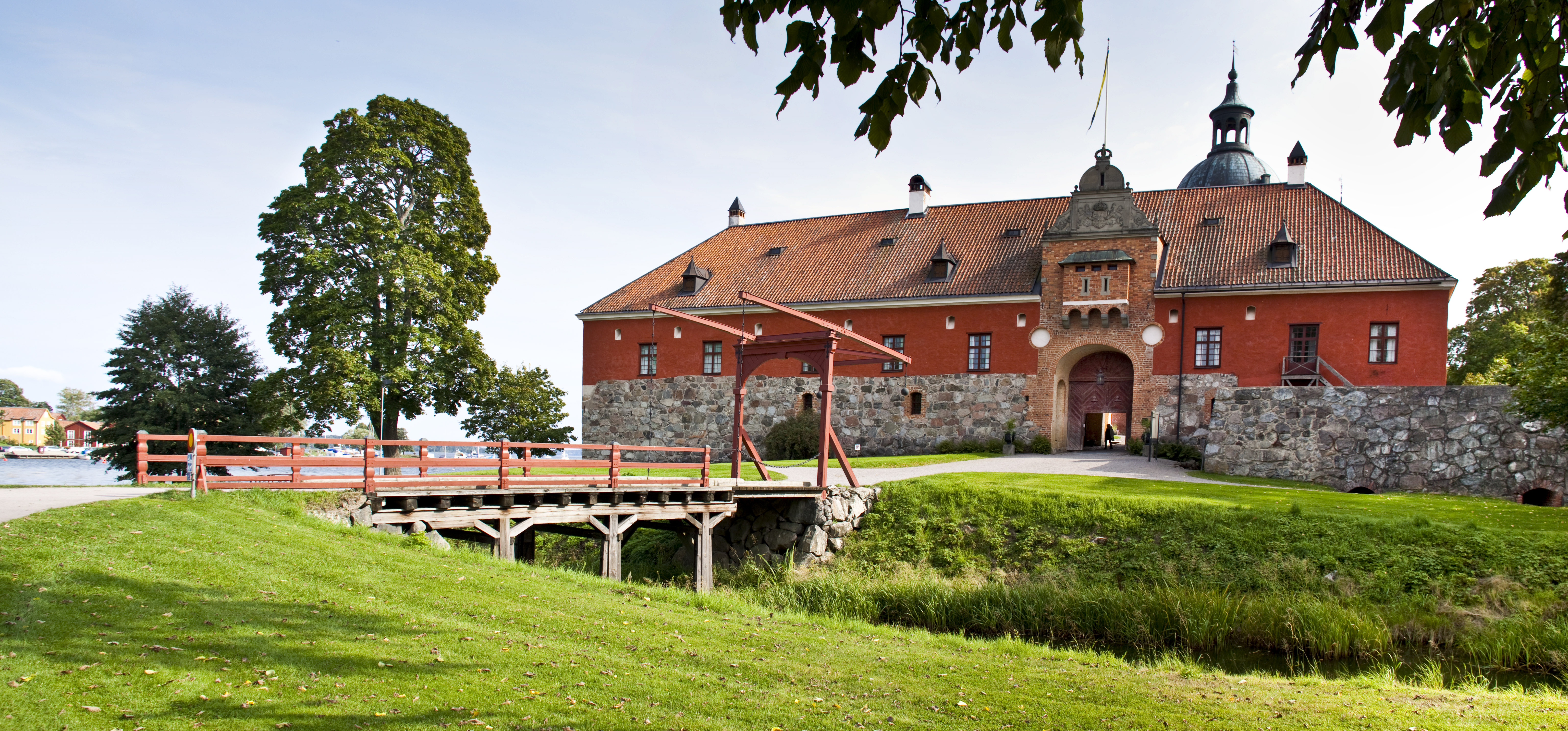
Gripsholms slott och bron över vallgraven.
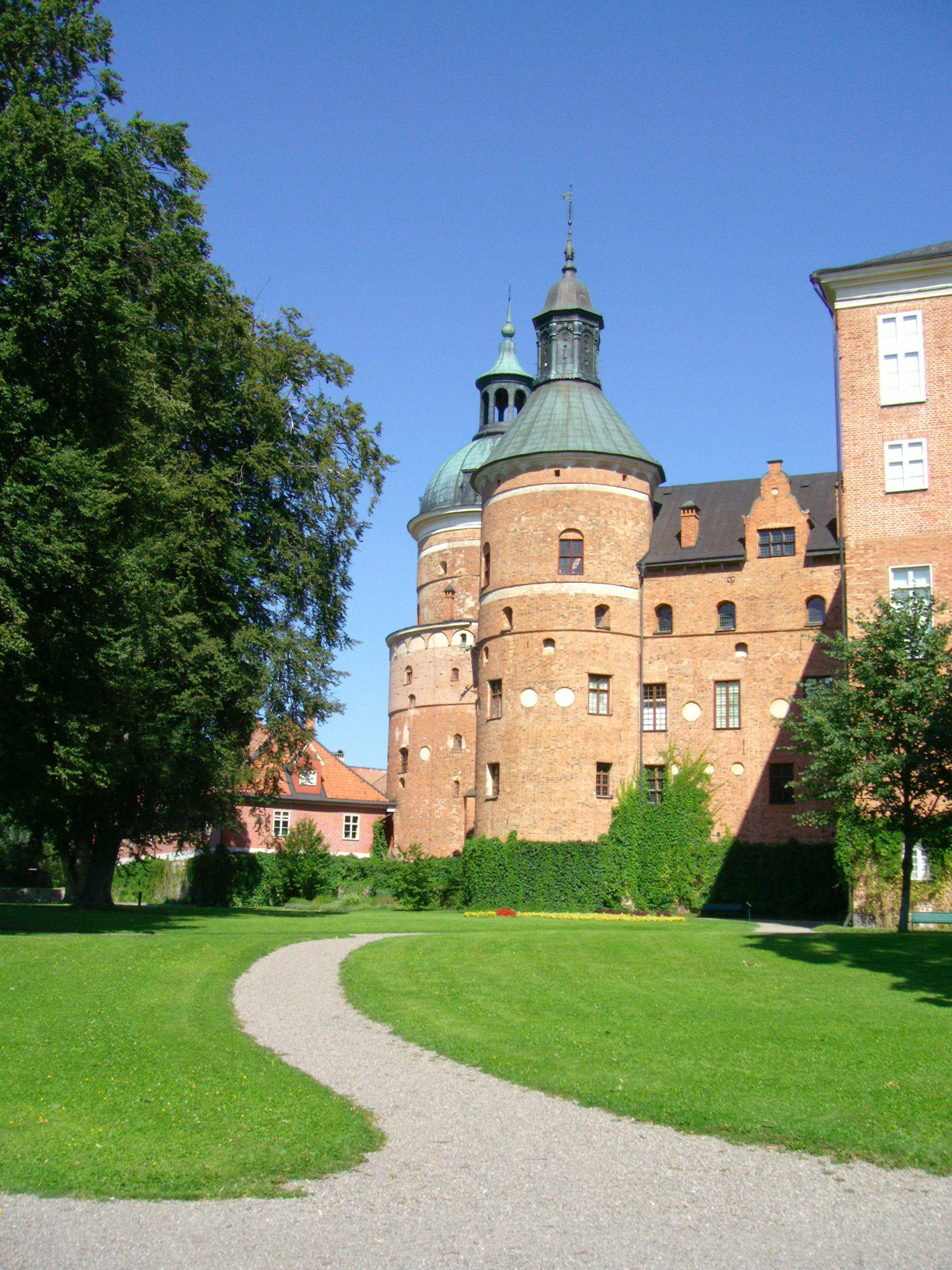
Slottsparken utanför slottet.
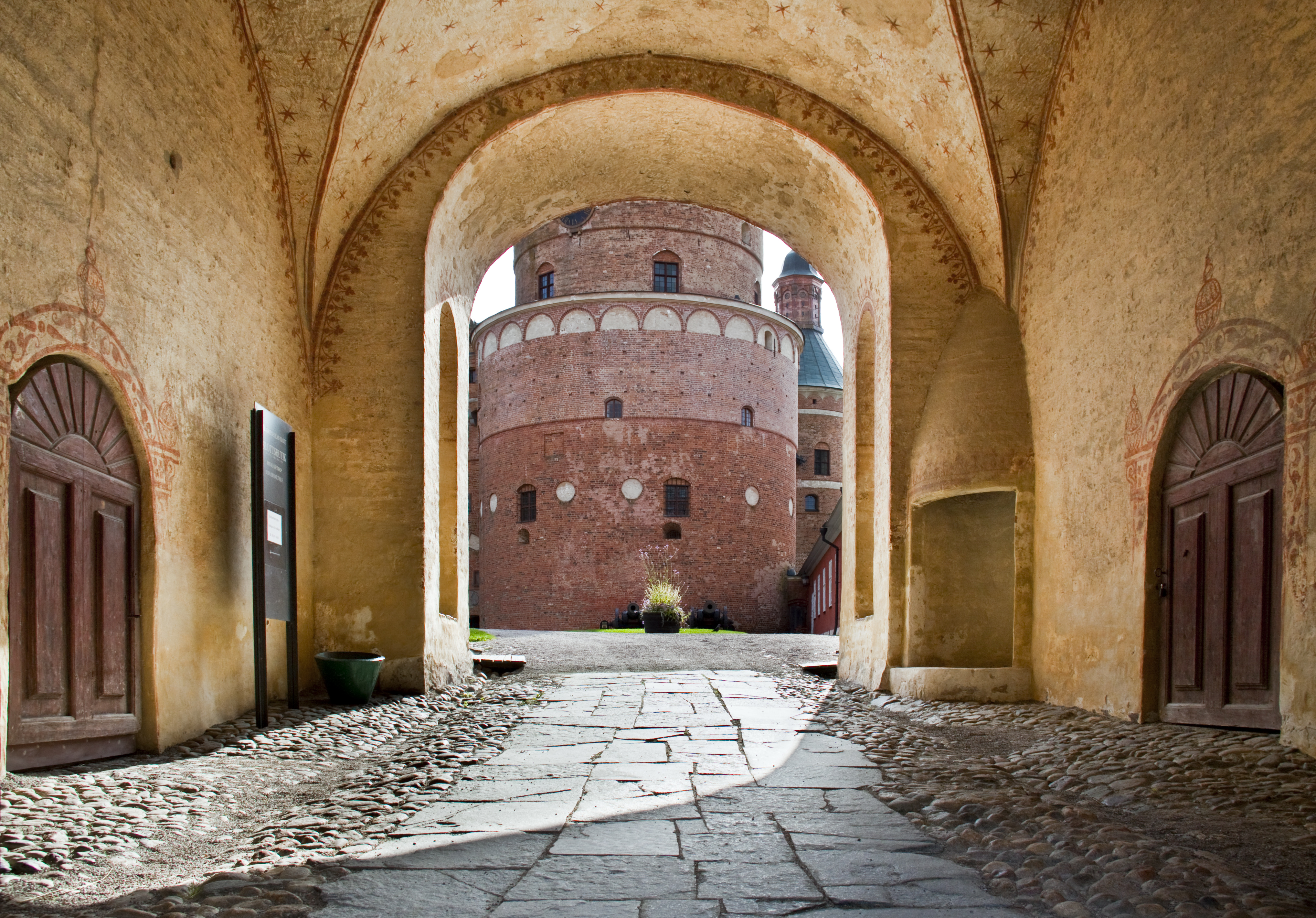
Portgången mot yttre borggården med kalkmålningar från Vasatiden.
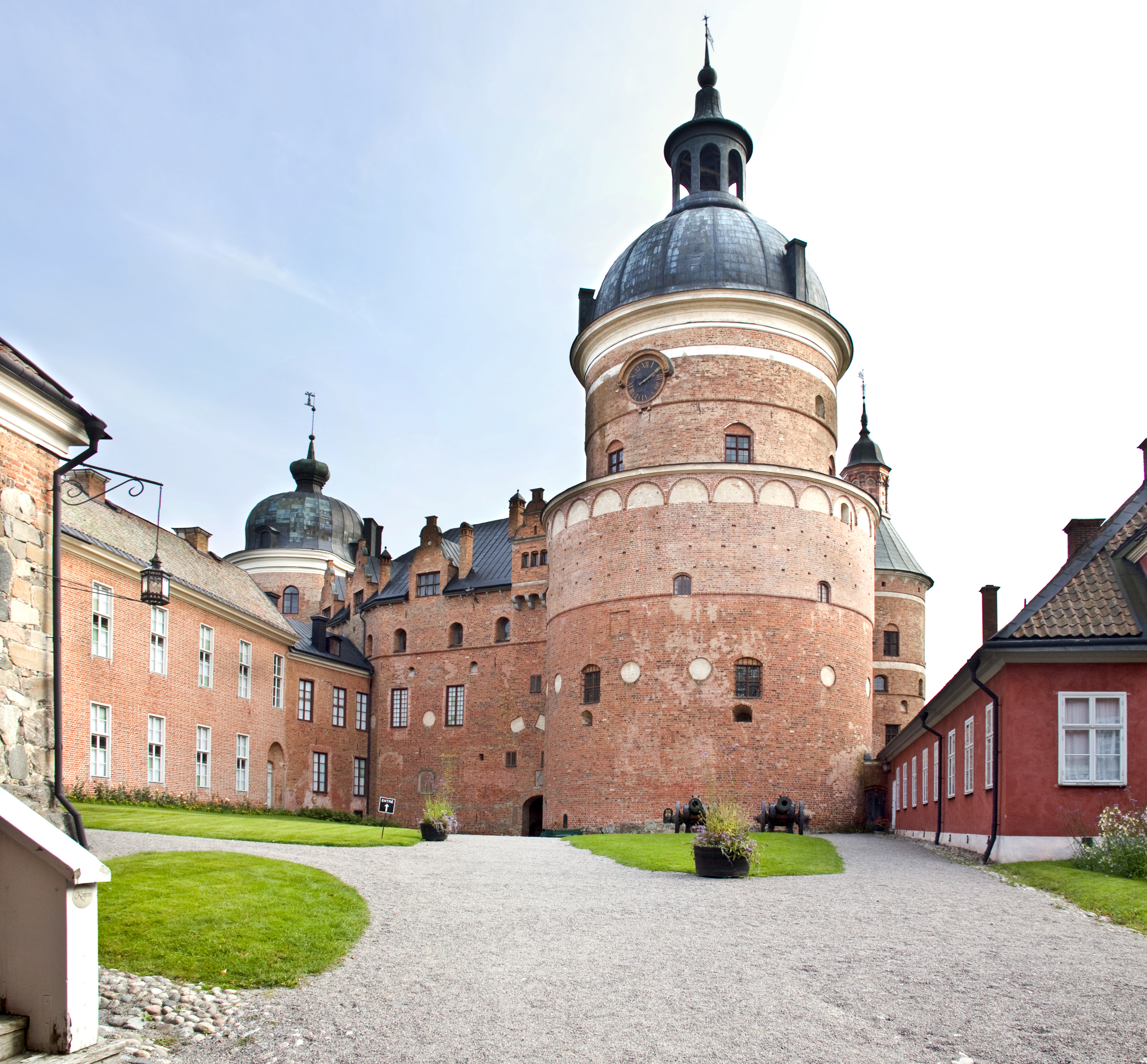
Yttre borggården sett från portgången.
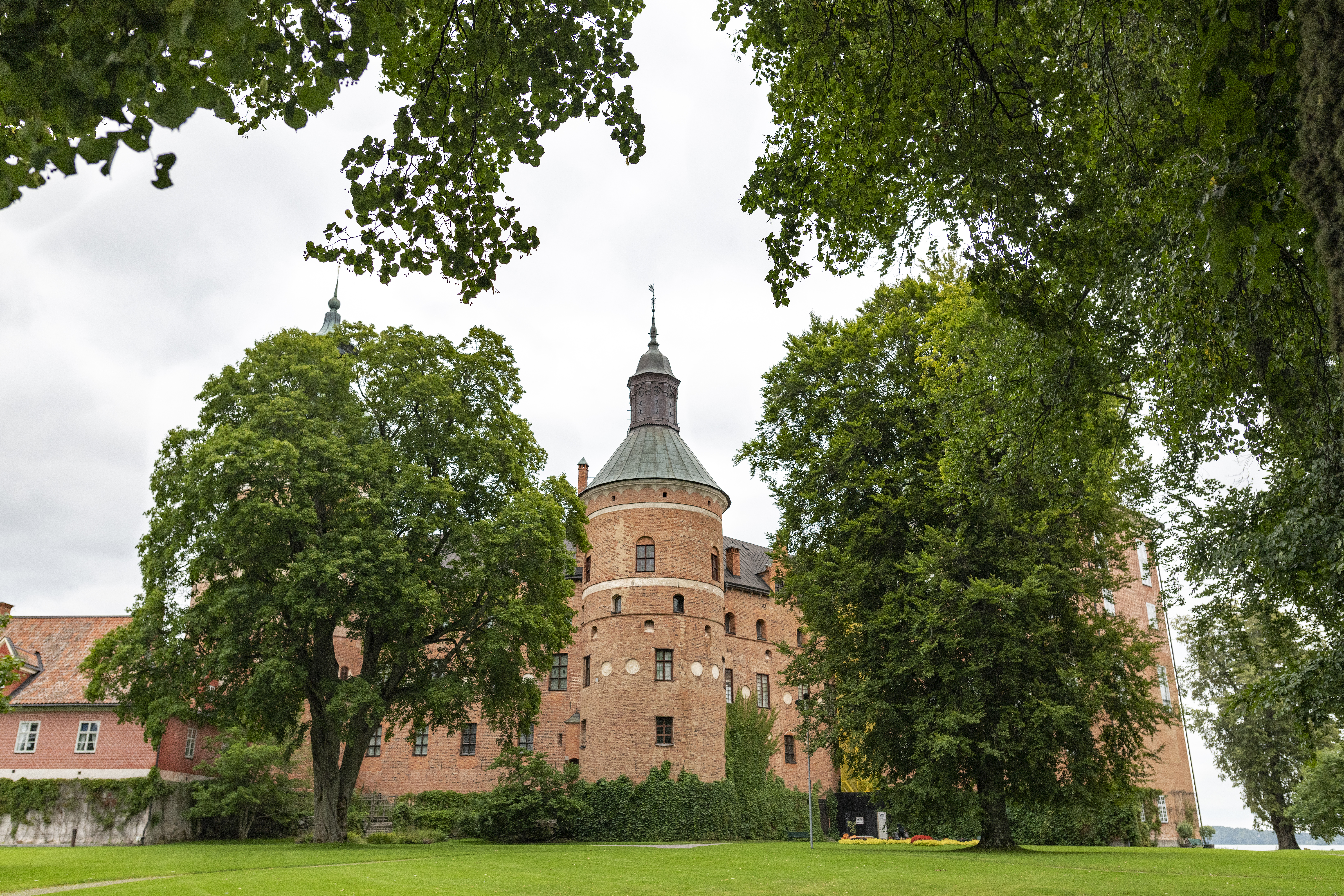
Sydvästra partiet.
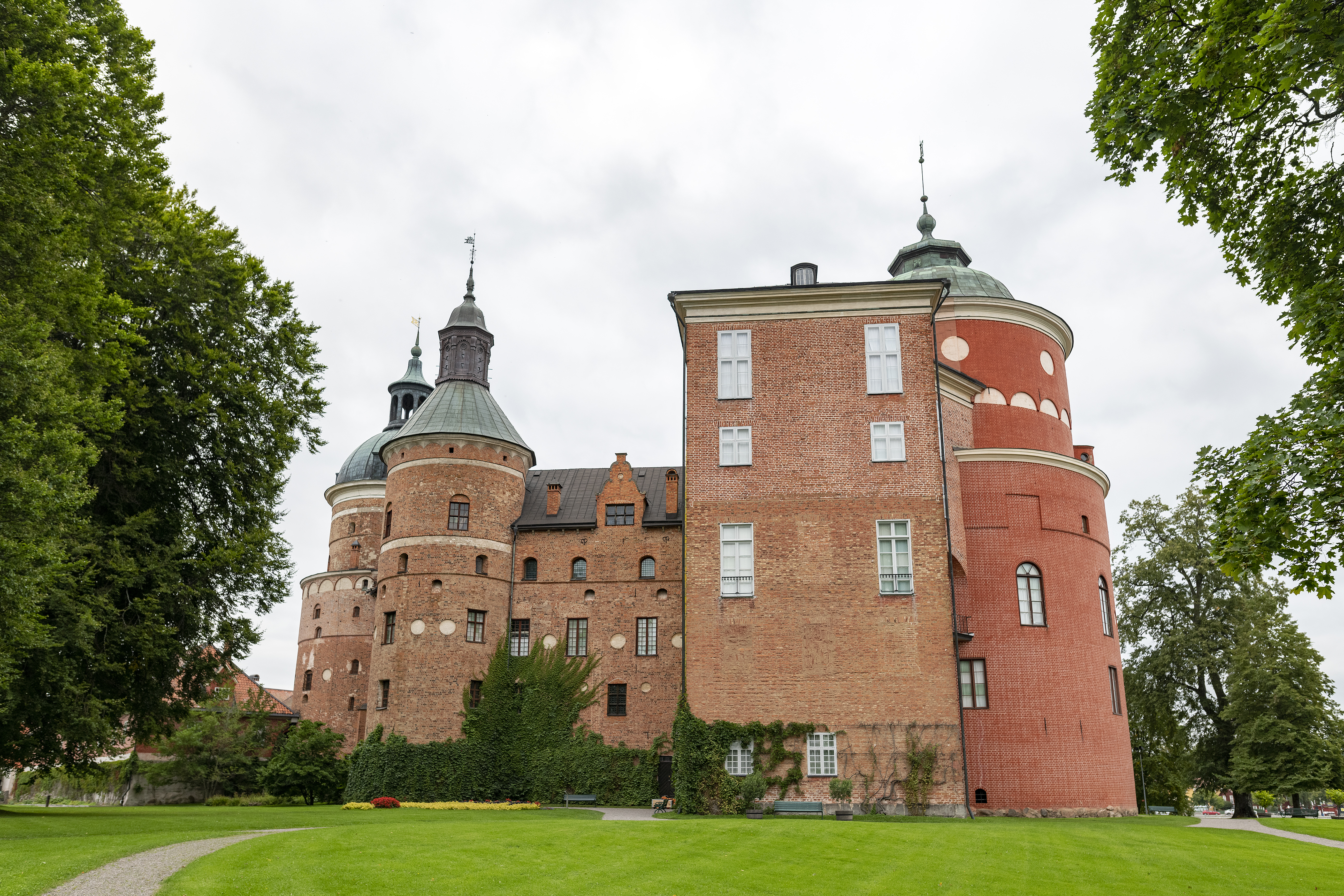
Slottets östra del.
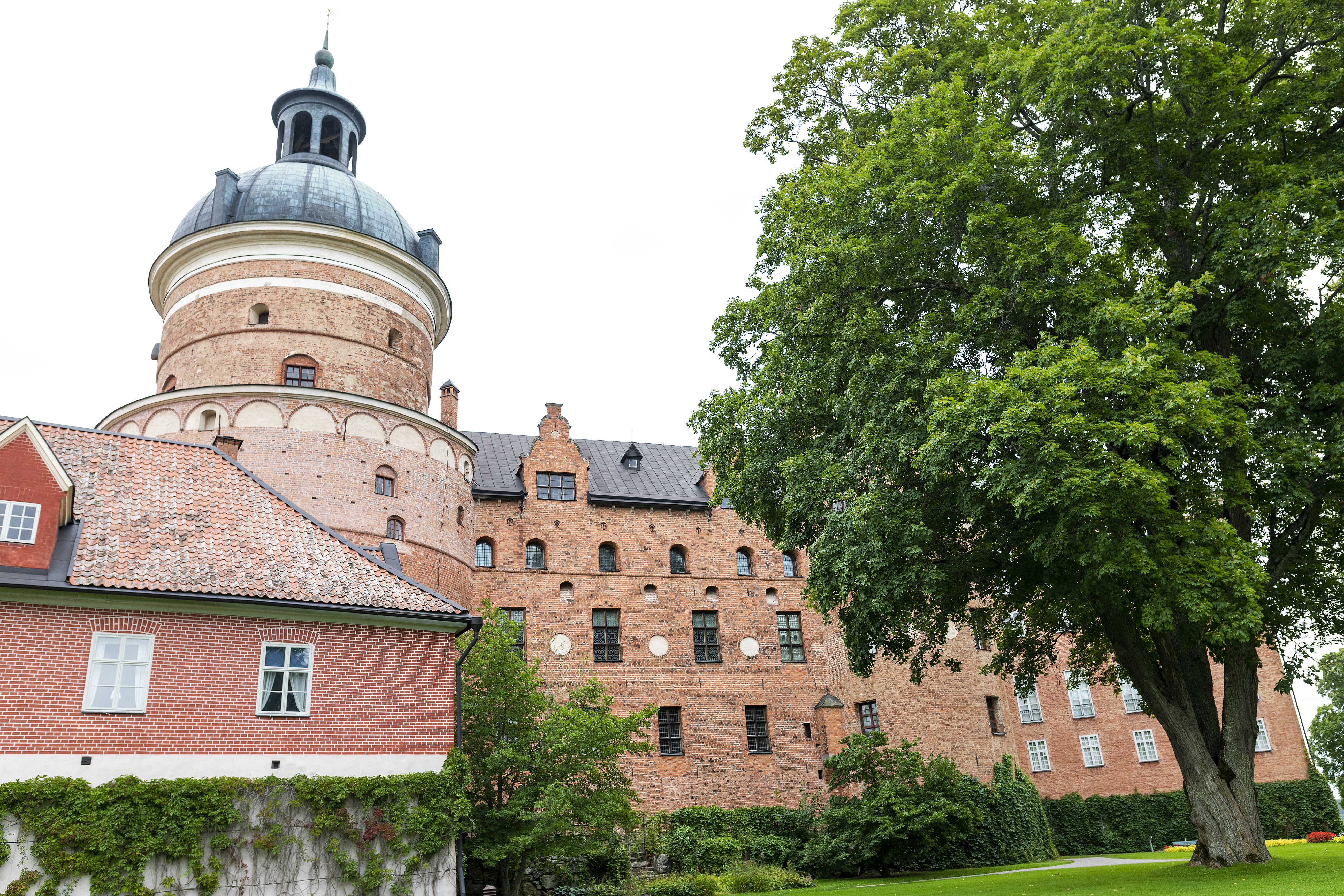
Slottets västra del.
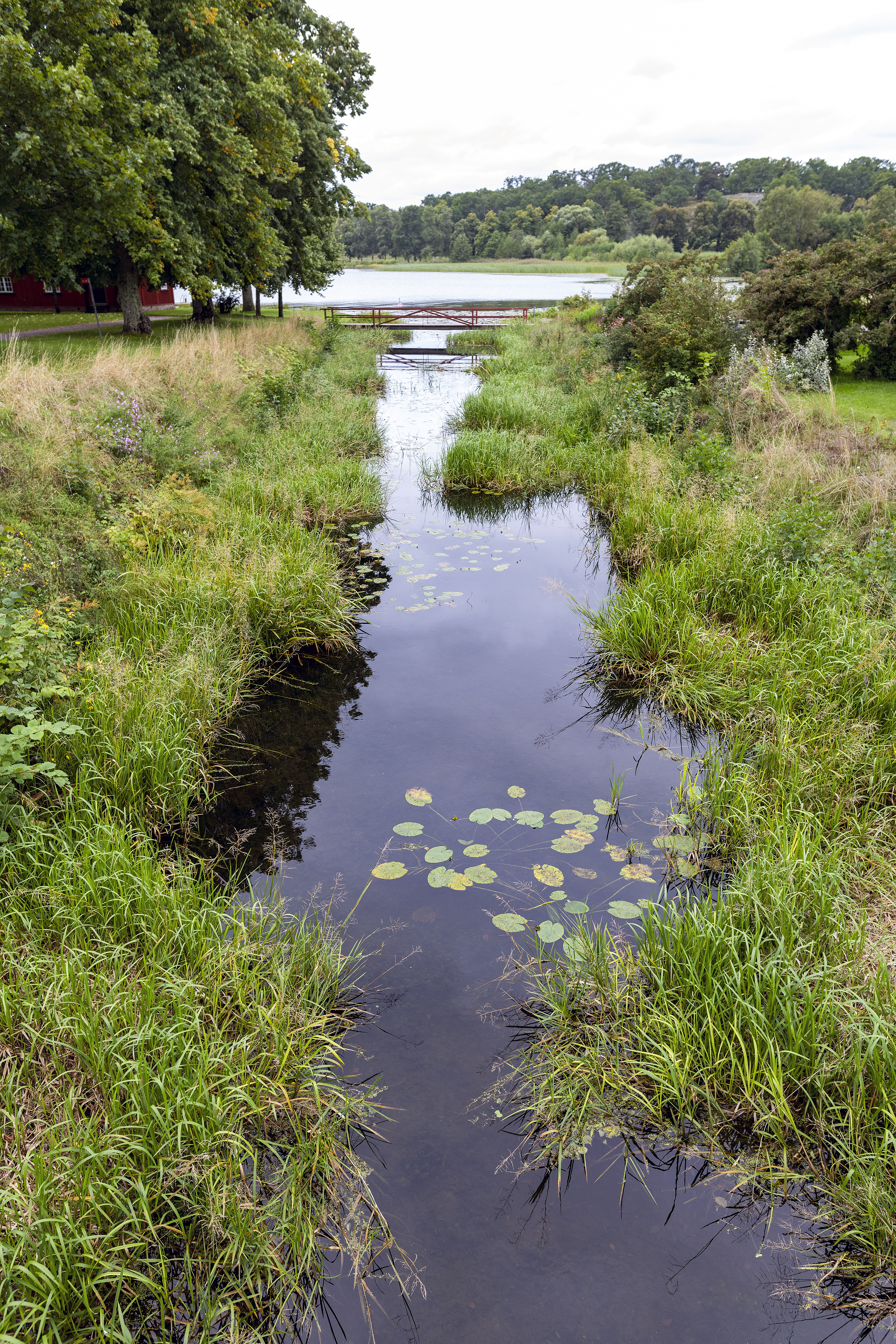
Yttre vallgraven.
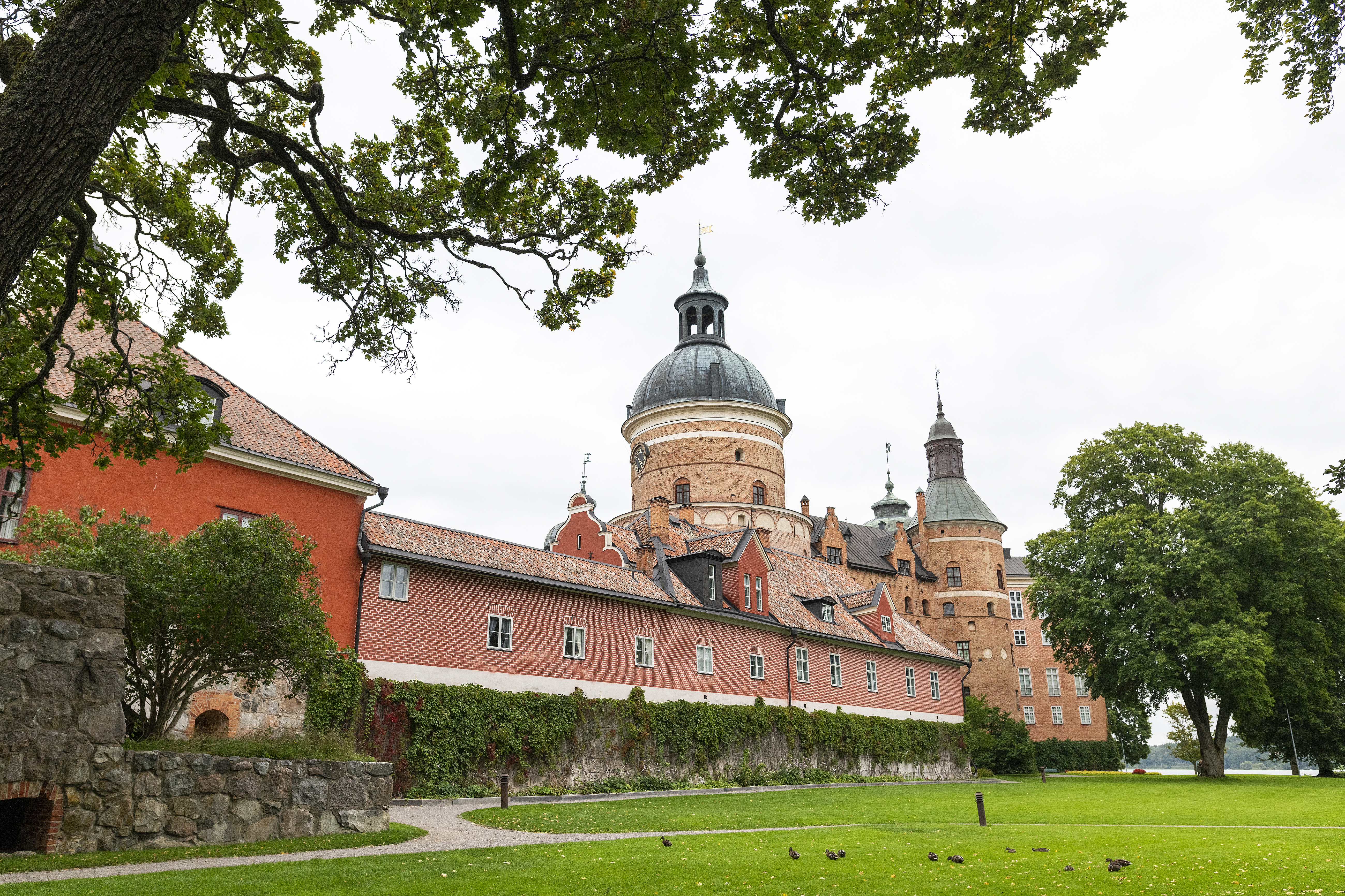
Slottets sydvästra del.
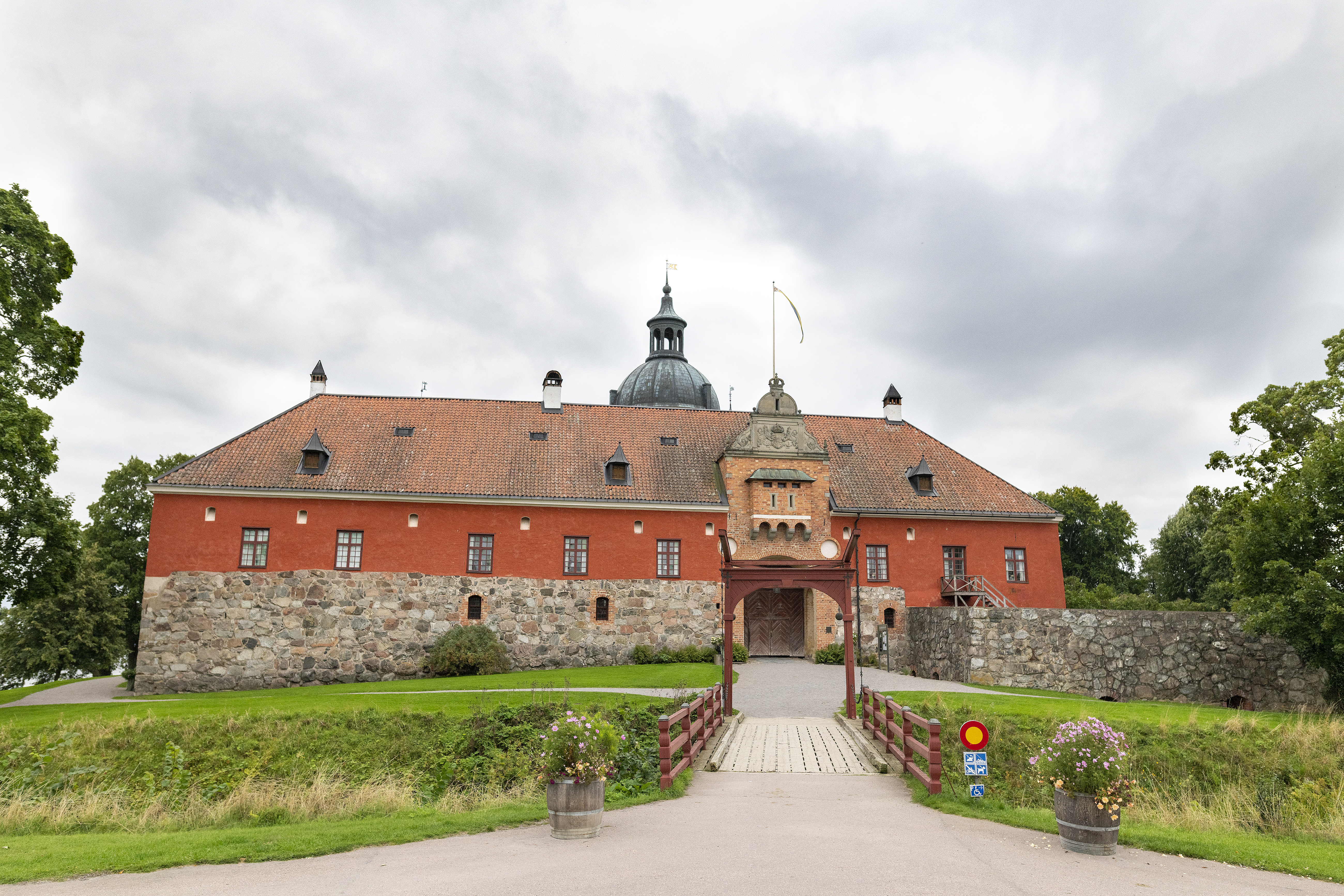
Portsidan med vindbrygga.
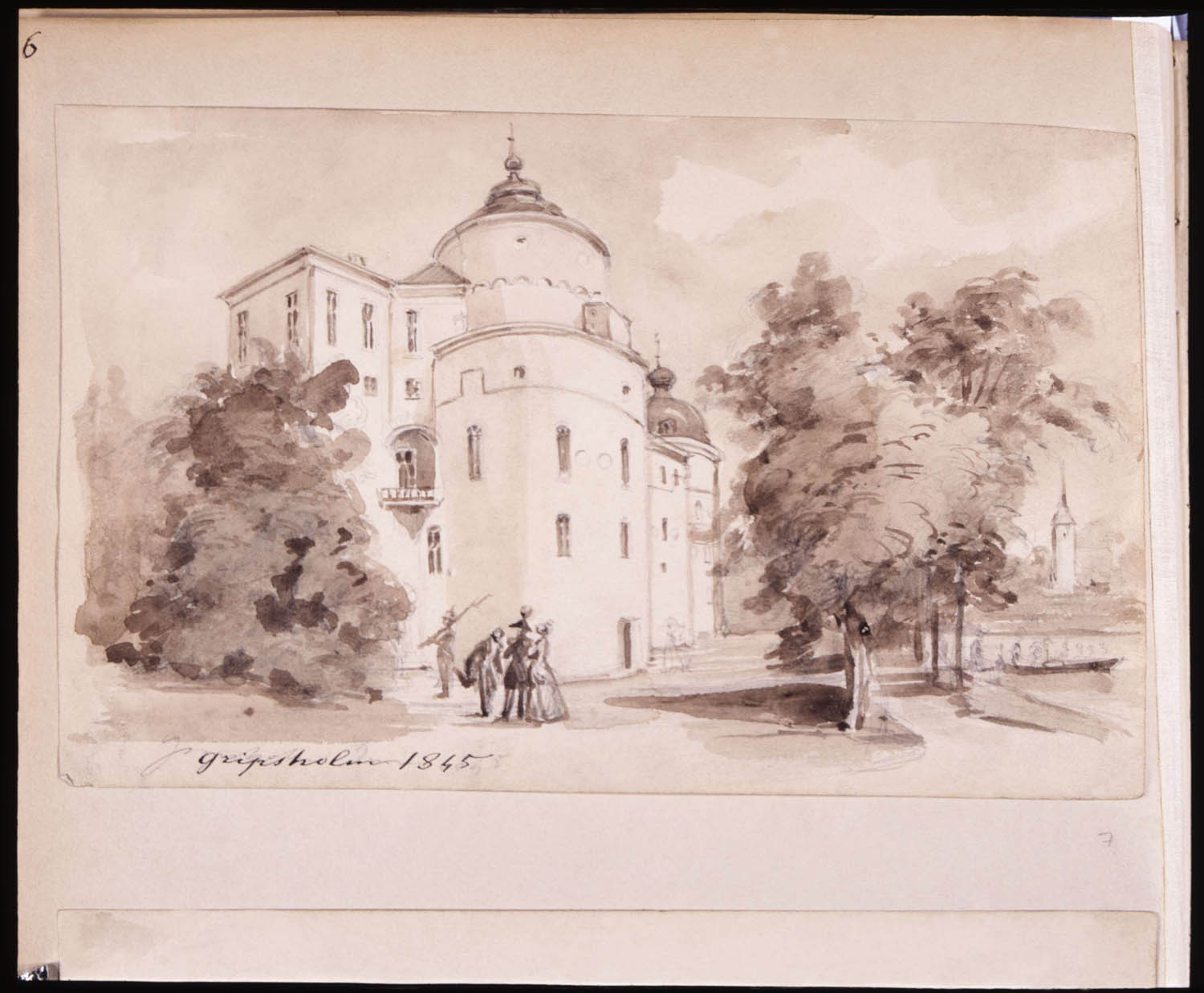
Tuschteckning av Fritz von Dardel, 1845.
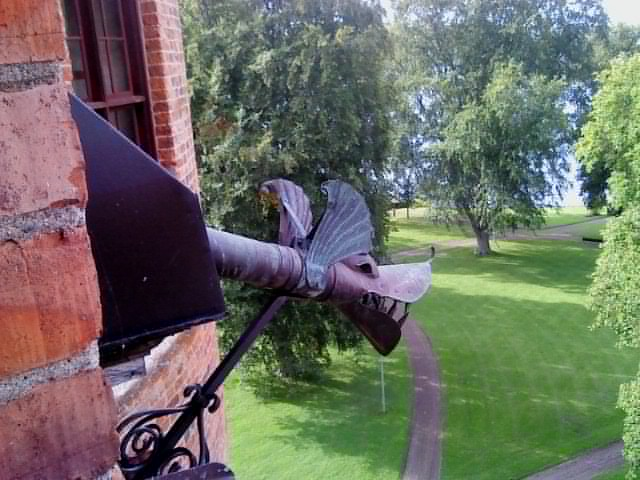
Vattenkastare.
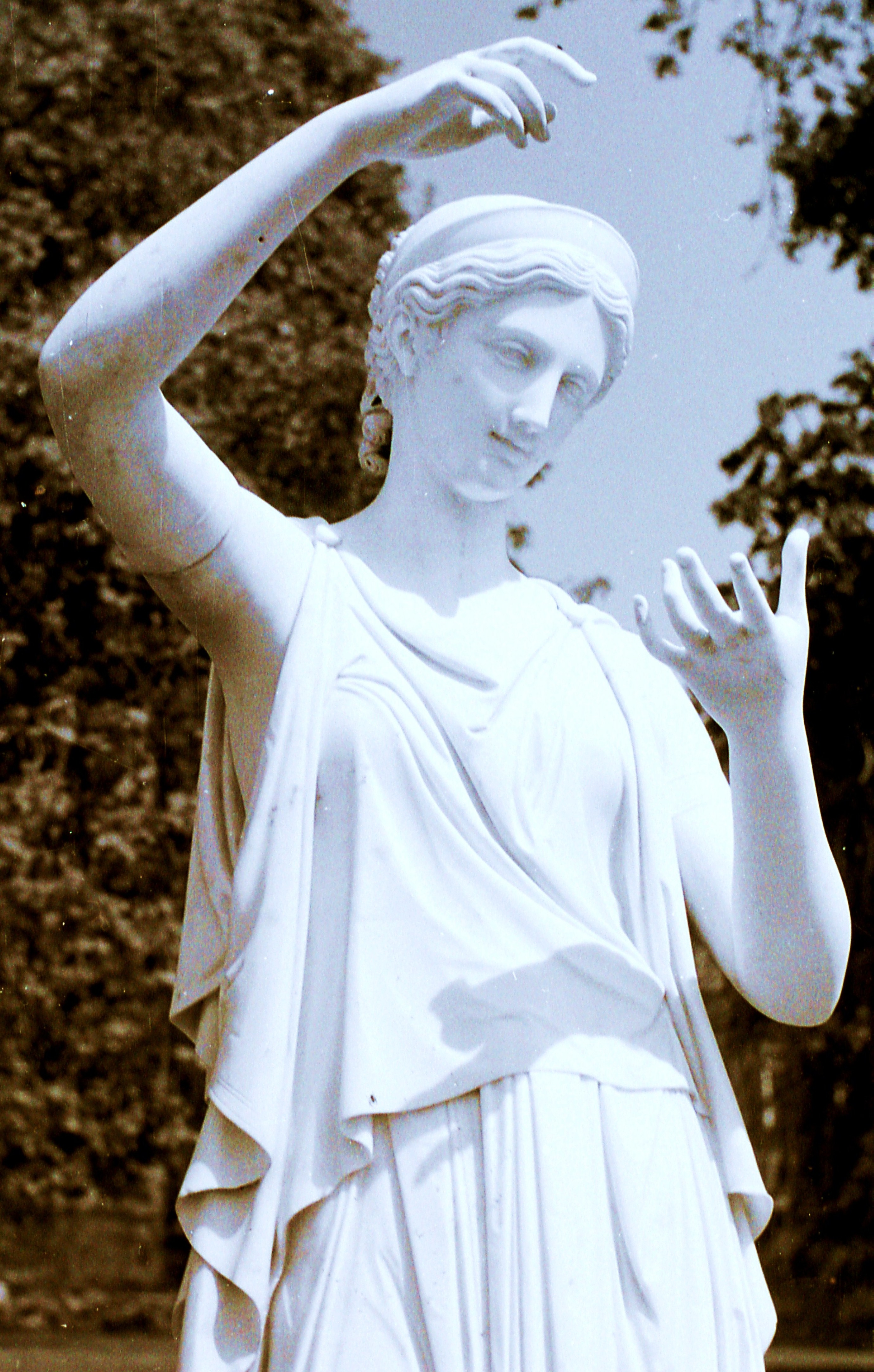
Hebe av Johan Niclas Byström i Gripsholms slottspark.
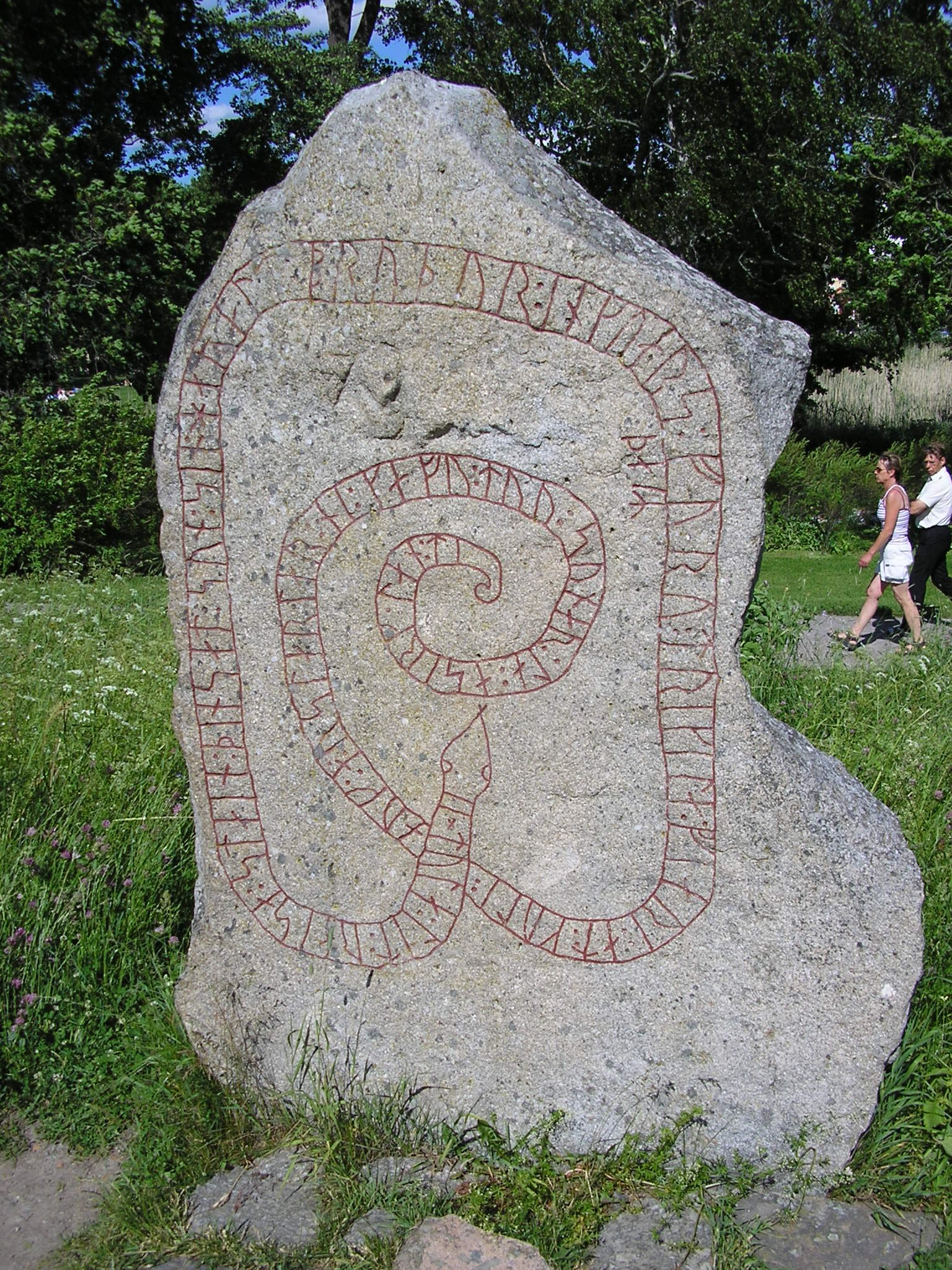
Gripsholmsstenen, Sö 179.